# NASA
Cơ quan Hàng không và Vũ trụ Hoa Kỳ hay Cơ quan Hàng không và Không gian Hoa Kỳ, tên đầy đủ tiếng Anh là National Aeronautics and Space Administration, viết tắt là NASA, là cơ quan độc lập thuộc chính quyền liên bang Hoa Kỳ có trách nhiệm thực thi chương trình thám hiểm không gian và nghiên cứu các lĩnh vực hàng không và vũ trụ.
Tổng thống Dwight D. Eisenhower thành lập NASA vào năm 1958 với mục đích dân sự hướng tới những ứng dụng hòa bình trong khoa học không gian. Đạo luật Hàng không và Vũ trụ Quốc gia được thông qua ngày 29 tháng 7 năm 1958, theo đó giải thể cơ quan tiền thân của NASA là NACA (National Advisory Committee for Aeronautics - Ủy ban Cố vấn Hàng không Quốc gia). Cơ quan mới chính thức hoạt động vào ngày 1 tháng 10 năm 1958.
Kể từ đó, hầu hết các phi vụ thám hiểm không gian đều do NASA đảm nhiệm, bao gồm nhiệm vụ đổ bộ lên Mặt Trăng của chương trình Apollo, trạm không gian Skylab, và chương trình tàu con thoi. Hiện tại, NASA đang tham gia xây dựng và vận hành Trạm vũ trụ quốc tế ISS và đang giám sát quá trình phát triển tàu vũ trụ Orion, Hệ thống phóng không gian SLS và các lần phóng tàu vũ trụ với sự tham gia của các công ty cổ phần. Cơ quan cũng chịu trách nhiệm cho Chương trình dịch vụ phóng tên lửa (Launch Services Program-LSP) thực thi giám sát và quản lý các hoạt động phóng tàu vũ trụ không người lái của NASA.
Mục tiêu khoa học của NASA tập trung vào tìm hiểu Trái Đất thông qua chương trình Hệ thống quan sát Trái Đất, nghiên cứu vật lý của Mặt Trời, thám hiểm các thiên thể trong hệ Mặt Trời với các tàu không gian robot tiên tiến như New Horizons, và nghiên cứu các chủ đề của vật lý thiên văn, chẳng hạn liên quan tới Big Bang, thông qua phát triển các thiết bị lớn nghiên cứu trong không gian và các chương trình liên kết khác. NASA chia sẻ thông tin với nhiều viện và tổ chức quốc gia, quốc tế, như trong Chương trình Vệ tinh quan sát khí nhà kính GOSAT.

## Hình thành

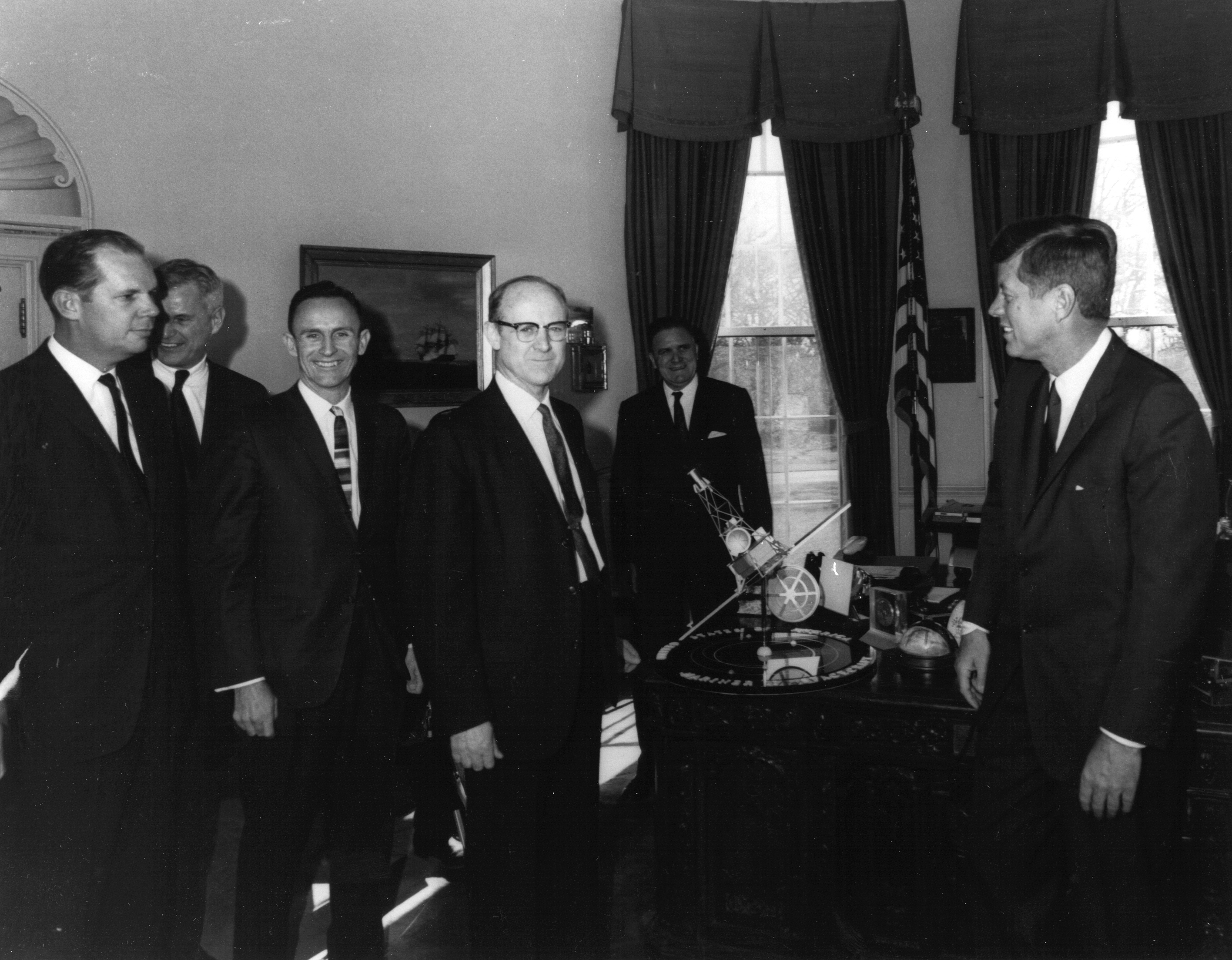
William H. Pickering, (đứng giữa) giám đốc JPL, Tổng thống John F. Kennedy, (phải). Trưởng quản lý NASA James E. Webb (đứng sau) đang thảo luận về chương trình Mariner, với một mô hình trưng bày.

Từ năm 1946, Ủy ban Cố vấn Hàng không Quốc gia (NACA) đã thực hiện thử nghiệm máy bay tên lửa như loại siêu thanh Bell X-1. Đầu thập niên 1950, đã có thử thách đối với việc phóng một vệ tinh nhân tạo cho dự án năm Vật lý Địa cầu Quốc tế (1957–58). Người Mỹ tham gia vào thử thách này trong dự án Vanguard. Sau khi Liên Xô phóng vệ tinh nhân tạo đầu tiên (Sputnik 1) vào ngày 4 tháng 10 năm 1957, sự chú ý của Hoa Kỳ đã chuyển hướng tới những nỗ lực nghiên cứu không gian. Quốc hội Hoa Kỳ, bị cảnh báo bởi nhận thức về an ninh quốc gia và sự dẫn đầu về công nghệ (được biết đến là "khủng hoảng Sputnik"), ngay lập tức hối thúc và hành động nhanh chóng; Tổng thống Dwight D. Eisenhower và các cố vấn của ông tư vấn các biện pháp thận trọng hơn. Điều này đưa tới thỏa thuận cần thiết phải có một cơ quan liên bang mới dựa trên NACA để thực hiện mọi hoạt động phi quân sự trong không gian. Cơ quan nghiên cứu dự án tiên tiến DARPA đã được thành lập vào tháng 2 năm 1958 nhằm phát triển các công nghệ vũ trụ cho các ứng dụng quân sự.
Ngày 29 tháng 7 năm 1958, Eisenhower ký thông qua Đạo luật Quốc gia về Hàng không và Không gian, thiết lập ra NASA. Khi chính thức đi vào hoạt động ngày 1 tháng 10 năm 1958, NASA sáp nhập nguyên toàn bộ cơ quan NACA đã có 46 năm hoạt động; với 8.000 nhân viên của nó, và ngân sách thường niên khi đó vào khoảng 100 triệu US$, ban đầu có ba phòng thí nghiệm chính (phòng thí nghiệm hàng không Langley, phòng thí nghiệm hàng không Ames, và phòng thí nghiệm sức đẩy phản lực bay Lewis) và hai cơ sở thử nghiệm nhỏ. Huy hiệu của NASA được Tổng thống Eisenhower phê chuẩn vào năm 1959. Các đơn vị của Cơ quan quân đội nghiên cứu tên lửa liên lục đại (Army Ballistic Missile Agency-ABMA) và Phòng thí nghiệm nghiên cứu của Hải quân Hoa Kỳ (United States Naval Research Laboratory) được chuyển về dưới sự quản lý của NASA. Những đóng góp quan trọng trong cuộc đua chạy đua vào không gian của NASA với Liên Xô đó là công nghệ từ chương trình tên lửa của Đức do Wernher von Braun đứng đầu, người mà lúc này đang làm việc cho cơ quan (ABMA), và ông tiếp tục ứng dụng các kỹ thuật trước đó của nhà khoa học người Mỹ Robert Goddard. Các dự án nghiên cứu trước đây của không quân Hoa Kỳ và nhiều chương trình không gian của ARPA cũng được chuyển giao cho NASA. Tháng 12 năm 1958, NASA được giao quản lý Phòng Thí nghiệm Sức đẩy Phản lực, một đơn vị nghiên cứu theo hợp đồng của Học viện Công nghệ California.

## Các chương trình chuyến bay không gian

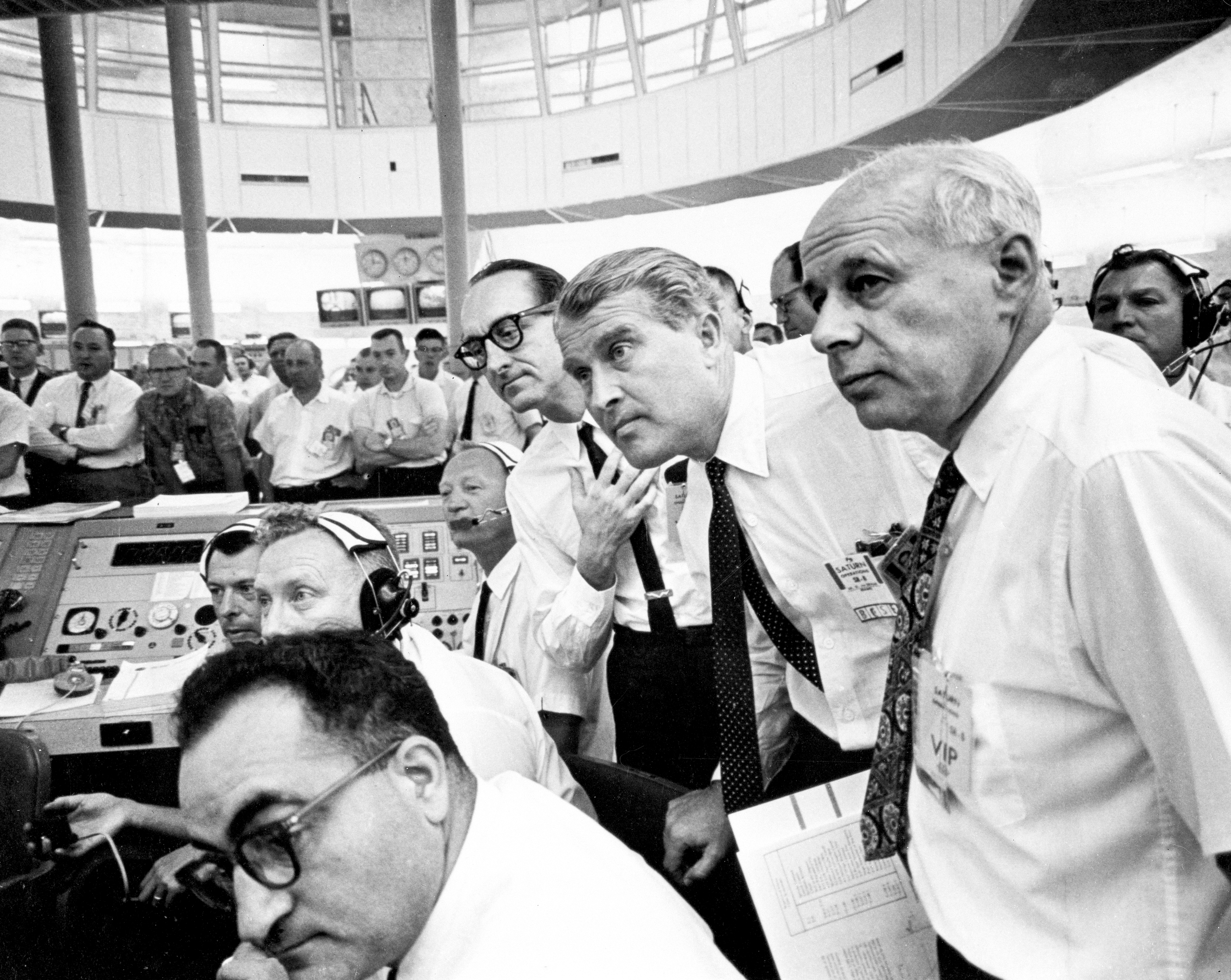
Ngày 28 tháng 5 năm 1964, ở trung tâm điều khiển phi vụ phóng Saturn I SA-6. Wernher von Braun đứng ở giữa các chuyên gia.

Trong lịch sử NASA đã thực hiện nhiều chương trình bay không gian có người lái và không có người lái. Chương trình bay không người lái đã phóng các vệ tinh nhân tạo đầu tiên của Hoa Kỳ vào quỹ đạo quanh Trái Đất cho các mục đích khoa học và thông tin liên lạc, và gửi các tàu không gian đến thám hiểm các hành tinh trong hệ Mặt Trời, bắt đầu bằng Sao Kim và Sao Hỏa, và "cuộc hành trình vĩ đại" đến các hành tinh vòng ngoài. Các chương trình có phi hành gia đưa những người Mỹ đầu tiên vào quỹ đạo thấp quanh Trái Đất (LEO), giành chiến thắng trong chạy đua không gian với Liên Xô khi có 12 phi hành gia từng nhóm một đã đổ bộ lên Mặt Trăng từ 1969 đến 1972 trong chương trình Apollo, phát triển tàu con thoi bay tới LEO mà có thể tái sử dụng một phần, và trạm vũ trụ bay trên LEO cũng như hợp tác với các quốc gia khác bao gồm Nga sau thời kỳ hậu Xô Viết. Một số phi vụ có sự tham gia của cả phi hành gia lẫn tàu không gian, ví dụ như tàu không gian Galileo, mà được các phi hành gia triển khai từ tàu con thoi trên quỹ đạo thấp quanh Trái Đất trước khi nó bay tới Sao Mộc.

### Chương trình chuyến bay có người lái
Chương trình chế tạo thử nghiệm máy bay gắn động cơ tên lửa do NASA khởi xướng được cơ quan mới NASA tiếp tục ủng hộ phát triển cho các chuyến bay có người lái. Tiếp theo là chương trình phát triển khoang vũ trụ trở về với 1 phi hành gia (space capsule), và kế đó là khoang trở về chứa 2 phi hành gia. Phản ứng lại với sự mất đi uy tín và lo sợ về an ninh quốc gia do những bước đi tiên phong cuủa Liên Xô trong giai đoạn đầu của cuộc chinh phục không gian, năm 1961 Tổng thống John F. Kennedy đề xướng một mục tiêu tham vọng đó là "đưa người đổ bộ lên Mặt Trăng vào cuối thập niên 1960, và quay trở lại Trái Đất an toàn." Mục tiêu này đã đạt được vào năm 1969 trong chương trình Apollo, và NASA đã có kế hoạch tham vọng hơn với các hoạt động chuẩn bị cho một phi vụ đưa người lên Sao Hỏa. Tuy nhiên, do sự giảm các mối đe dọa và sự thay đổi mức ưu tiên do tác động chính trị hầu như ngay lập tức làm chấm dứt các kế hoạch đưa người lên Mặt Trăng. NASA chuyển sự chú ý sang phòng thí nghiệm không gian tạm thời tận dụng trên các thiết có được từ chương trình Apollo, và phát triển một đội tàu con thoi bay trên quỹ đạo thấp mà có thể tái sử dụng trong nhiều phi vụ khác nhau. Trong thập niên 1990, NASA đã được cấp ngân sách dành để phát triển một trạm không gian bay quanh Trái Đất với sự tham gia của các quốc gia, mà hiện nay bao gồm cả Nga thời hậu Liên Xô. Cho tới nay, NASA đã phóng tổng cộng 166 phi vụ có phi hành gia, và mười ba tên lửa X-15 bay cao hơn cao độ 80 km vào không gian theo như định nghĩa của Không quân Hoa Kỳ về phạm vi không gian ngoài thiên thể.

#### Máy bay tên lửa X-15 (1959–1968)
Máy bay X-15 là một chương trình thử nghiệm của NACA về một loại máy bay gắn động cơ tên lửa siêu thanh, phối hợp nghiên cứu cùng với Hải quân và Không quân Hoa Kỳ. Máy bay được thiết kế với thân mảnh thon nhỏ với hai bên chứa thùng nhiên liệu và hệ thống máy tính điều khiển sơ khai đầu tiên. Hồ sơ mời thầu được phát hành vào ngày 30 tháng 12 năm 1954 cho hạng mục thân máy bay, và vào ngày 4 tháng 2 năm 1955 cho hạng mục động cơ máy bay. Hợp đồng thân máy bay được trao cho North American Aviation vào tháng 11 năm 1955, và hợp đồng động cơ XLR30 được trao cho Reaction Motors năm 1956, và có ba máy bay đã được sản xuất. X-15 được phóng thả từ cánh của một trong hai máy bay Boeing B-52 Stratofortress của NASA, NB52A có số hiệu ở đuôi 52-003, và NB52B có số hiệu ở đuôi 52-008 (còn gọi là Balls 8). Quá trình thả diễn ra ở độ cao 14 km tại lúc máy bay B-52 có vận tốc 805 km/h.
Mười hai phi công đã được tuyển chọn cho chương trình từ Không quân, Hải quân, và NACA (sau thành NASA). Tổng số 199 chuyến bay đã được thực hiện từ 1959 đến 1968, với kết quả đạt kỷ lục thế giới về tốc độ cao nhất mà một máy bay có người lái có được, hiện tại 2016, vận tốc lớn nhất mà X-15 bay được là Mach 6,72 hay 7.273 km/h. Độ cao kỷ lục mà nó đạt được bằng 107,96 km. Tám phi công đã được trao Huy hiệu phi hành gia của Không quân vì đã bay cao hơn 80 km, và hai chuyến bay thực hiện bởi Joseph A. Walker đã bay cao hơn 100 km, vượt tiêu chuẩn định nghĩa không gian ngoài thiên thể của Liên đoàn Hàng không Vũ trụ Quốc tế (International Aeronautical Federation). Chương trình X-15 áp dụng các kỹ thuật cơ khí mà sau này được sử dụng cho các chương trình chuyến bay không gian có người lái, bao gồm hệ thống kiểm soát phản lực (reaction control system jets) để kiểm soát hướng của tàu vũ trụ, bộ đồ phi hành gia, và định nghĩa chân trời trong định vị. Dữ liệu thu thập được từ quá trình rơi trở lại khí quyển và tiếp đất trở thành các tài liệu vô giá cho NASA khi thiết kế tàu con thoi.

#### Dự án Mercury (1959–63)
Ngay sau khi cuộc chạy đua vào không gian bắt đầu, mà một mục tiêu lúc đầu là đưa con người vào không gian sớm nhất có thể, do vậy những tàu không gian có thiết kế đơn giản nhất có thể phóng lên bằng những tên lửa hiện tại lại một phương án được lựa chọn. Chương trình "Con người ở trong Vũ trụ sớm nhất" (Man in Space Soonest) của không quân Hoa Kỳ đã đưa ra nhiều phương án thiết kế tàu vũ trụ có người lái, từ máy bay gắn động cơ tên lửa X-15, đến những khoang trở về từ vũ trụ (space capsule) kích cỡ nhỏ được bắn lên bằng tên lửa xuyên lục địa. Đến 1958, thiết kế máy bay tên lửa bị loại so với ưu tiên khoang vũ trụ có phi hành gia được phóng lên bằng tên lửa.
Khi NASA được thành lập trong cùng năm, chương trình của bên Không quân đã được chuyển giao lại và đổi tên thành Dự án Mercury. Bảy phi hành gia đầu tiên đã được tuyển chọn từ các phi công của Hải quân, Không quân và Lính thủy. Ngày 5 tháng 5 năm 1961, nhà du hành Alan Shepard trở thành người Mỹ đầu tiên trong tàu vũ trụ Freedom 7, phóng lên bởi tên lửa Redstone trong chuyến bay xuyên lục địa dài 15 phút ở quỹ đạo thấp. John Glenn trở thành người Mỹ đầu tiên được phóng vào quỹ đạo bởi tên lửa Atlas ngày 20 tháng 2 năm 1962 trên khoang của tàu Friendship 7. Glenn hoàn tất được ba vòng quỹ đạo, và sau đó NASA thực hiện thêm được ba lần bay nữa, với chuyến bay bao gồm 22 vòng quỹ đạo do phi công L. Gordon Cooper điều khiển tàu Faith 7 diễn ra vào ngày 15 và 16 tháng 5 năm 1963.
Liên Xô đã hoàn tất trước Hoa Kỳ về tàu vũ trụ có một phi hành gia, trong chương trình Vostok (chương trình Phương Đông). Họ đã đưa được phi hành gia đầu tiên lên vũ trụ đó là Yuri Gagarin trong lần bay có 1 vòng quỹ đạo quanh Trái Đất trên tàu Vostok 1 vào tháng 4 năm 1961, một tháng trước chuyến bay của Shepard. Tháng 8 năm 1962, Liên Xô đã thực hiện được chuyến bay kéo dài kỷ lục 4 ngày với nhà du hành vũ trụ Andriyan Nikolayev trên tàu Vostok 3, và cũng thực hiện đồng thời chuyến bay của tàu Vostok 4 mang theo phi hành gia Pavel Popovich.

#### Dự án Gemini (1961–66)

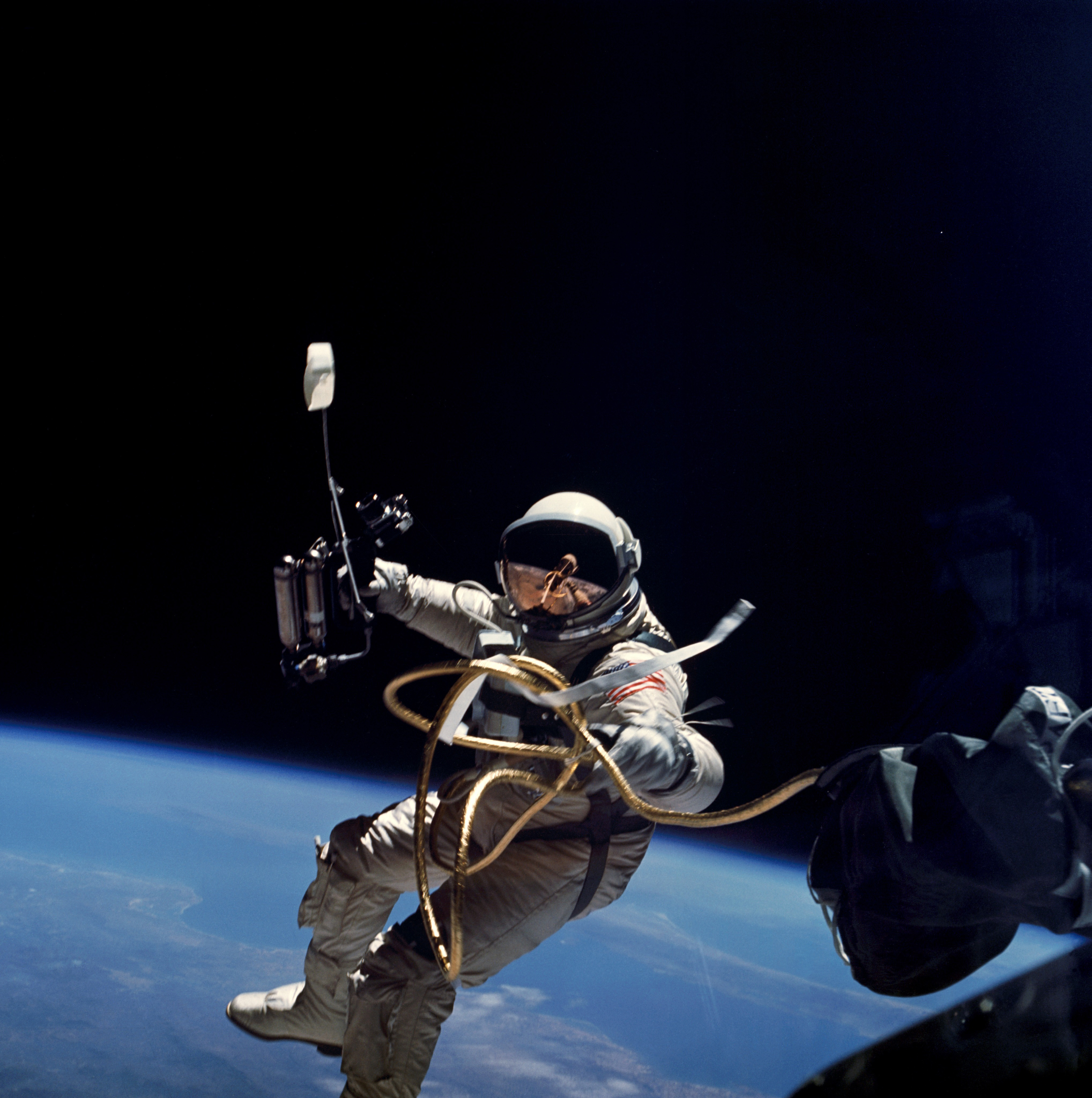
Ed White là người Mỹ đầu tiên thực hiện bước ra ngoài không gian (spacewalk) năm 1965 trong phi vụ Gemini 4.

Dựa trên những nghiên cứu nhằm phát triển các tàu vũ trụ Mercury có khả năng thực hiện các chuyến bay dài, các kỹ thuật điều khiển hai tàu không gian gặp nhau (space rendezvous), và trở về Trái Đất một cách chính xác, năm 1962 dự án Gemini được khởi động với mục đích đưa hai phi hành gia trong cùng một chuyến bay để vượt qua sự dẫn đầu của Liên Xô và hỗ trợ cho chương trình con người đổ bộ lên Mặt Trăng Apollo, thực hiện thêm các hoạt động bên ngoài tàu không gian (extravehicular activity-EVA) và điều khiển kết nối và lắp ghép giữa các khoang với nhau. Chuyến bay có người lái đầu tiên của dự án Gemini, Gemini 3, được điều khiển bởi hai phi hành gia Gus Grissom và John Young vào ngày 23 tháng 3 năm 1965. Sau đó có thêm 9 phi vụ nữa được thực hiện từ 1965 đến 1966, chứng tỏ một phi vụ có thể kéo dài gần 14 ngày, điều khiển hai tàu kết nối, phi hành gia thực hiện hoạt động ngoài không gian, và thu thập các dữ liệu y học về những hiệu ứng của không trọng lực đối với cơ thể người.
Dưới sự lãnh đạo của thủ tướng Nikita Khrushchev, Liên Xô chạy đua với dự án Gemini bằng cách chuyển đổi tàu Phương Đông của họ thành tàu Voskhod có thể mang theo hai hoặc ba phi hành gia. Chuyến bay thành công đầu tiên mang theo hai phi hành gia của Liên Xô thực hiện trước chuyến bay đầu tiên của dự án Gemini, rồi họ đạt được chuyến bay có ba phi hành gia vào 1963 và thực hiện hoạt động ngoài không gian đầu tiên (EVA) vào 1964. Sau kết quả này, chương trình của họ bị hủy, và dự án Gemini tiếp tục triển khai trong khi kỹ sư thiết kế tàu không gian Sergei Korolev bắt đầu phát triển tàu vũ trụ Soyuz, đối trọng của họ đối với tàu Apollo.

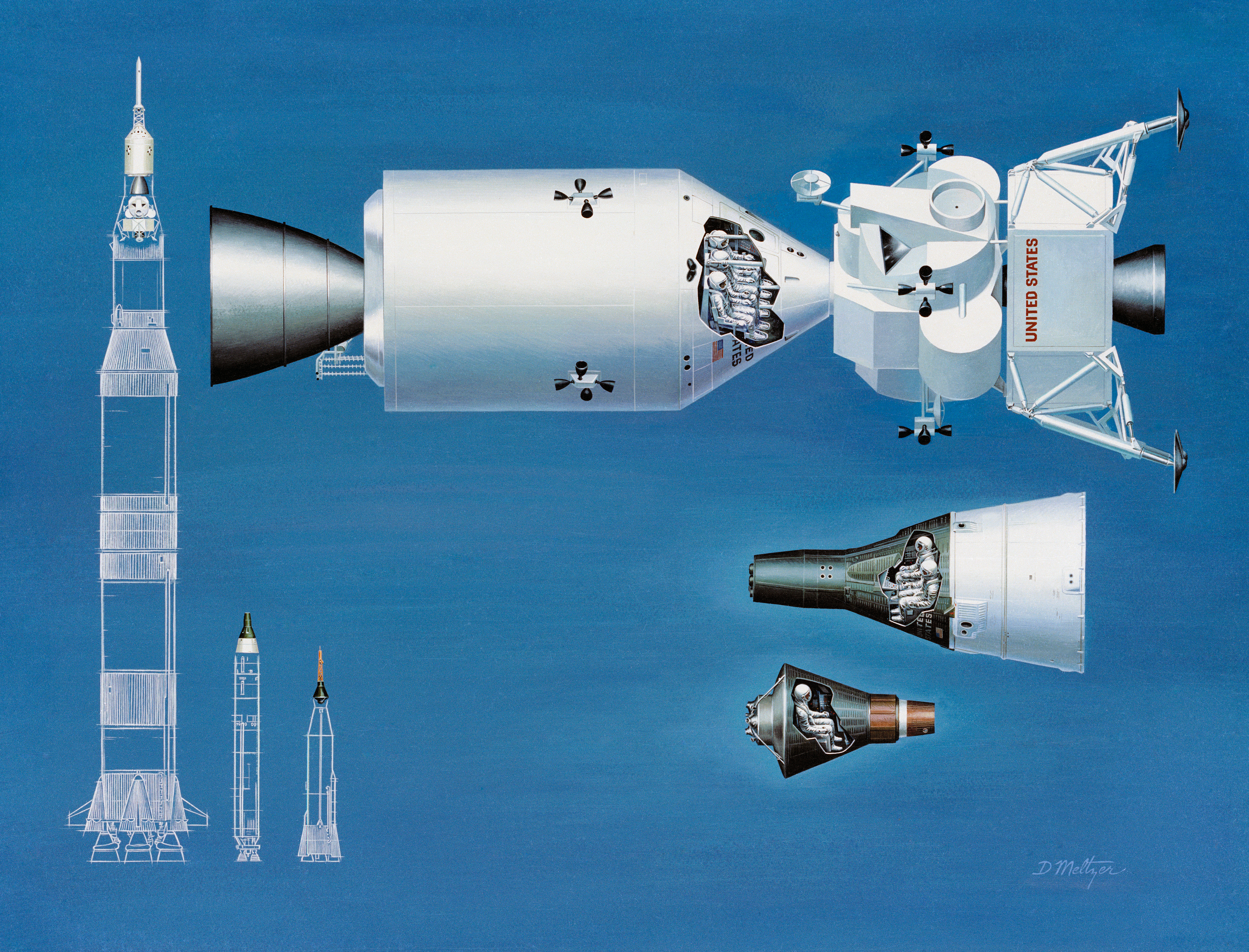
So sánh tàu vũ trụ và tên lửa phóng của các dự án Apollo, Gemini và Mercury. Tên lửa Saturn IB và Mercury-Redstone ở phía bên trái.

#### Dự án Apollo (1961–72)
Cảm nhận của công chúng Hoa Kỳ về sự dẫn đầu của Liên Xô khi đưa được phi công đầu tiên lên vũ trụ, đã thúc đẩy Tổng thống John F. Kennedy đặt ra vấn đề trước Quốc hội vào ngày 25 tháng 5 năm 1961 về cam kết của chính phủ liên bang cho một chương trình đưa phi hành gia lên Mặt Trăng vào cuối thập niên 1960, dẫn đến ra đời chương trình Apollo.
Apollo là một trong những chương trình khoa học tốn kém nhất của Hoa Kỳ. Tổng chi phí của nó hơn $20 tỷ đô la vào thập niên 1960 hay ước tính bằng $25,5 nghìn tỷ đô la so với ngày nay. (Dự án Manhattan có chi phí xấp xỉ $325 tỷ khi tính đến cả chỉ số lạm phát.) Dự án sử dụng tên lửa Saturn lớn hơn rất nhiều so với các tên lửa cho các dự án trước đó. Tàu không gian Apollo cũng lớn hơn; nó bao gồm hai phần, khoang dịch vụ và điều khiển (CSM) và mô đun đổ bộ Mặt Trăng (LM). Mô đun LM bị để lại trên Mặt Trăng và chỉ có khoang điều khiển (CM) mang theo ba nhà du hành vũ trụ trở lại Trái Đất.

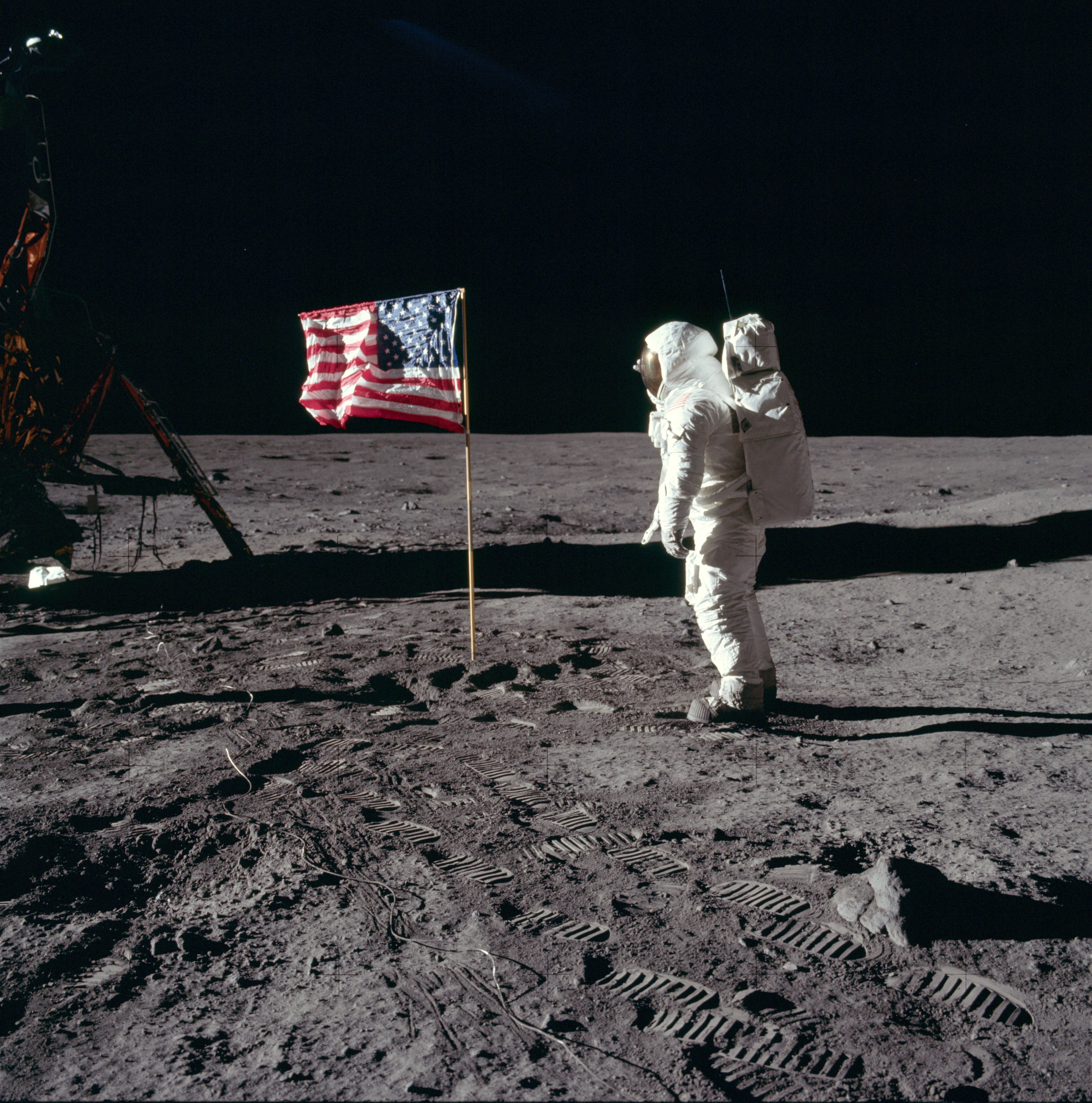
Buzz Aldrin trên Mặt Trăng năm 1969

Chuyến bay có người lái thứ hai, Apollo 8, mang các du hành gia lần đầu tiên bay vòng quanh Mặt Trăng trong tháng 12 năm 1968. Ngay trước khi đó, Liên Xô đã gửi một tàu vũ trụ robot bay quanh Mặt Trăng. Hai phi vụ tiếp theo cần phải thực hiện luyện tập kỹ thuật kết nối các mô đun theo như đòi hỏi để có thể đổ bộ lên Mặt Trăng và cuối cùng nhiệm vụ đổ bộ lên Mặt Trăng đã được phi vụ Apollo 11 thực hiện vào tháng 7 năm 1969.
Người đầu tiên đặt chân lên Mặt Trăng là Neil Armstrong, sau đó là Buzz Aldrin, trong khi Michael Collins điều khiển tàu không gian bay trên quỹ đạo. Sau đó có thêm 5 phi vụ Apollo nữa thực hiện đổ bộ nhà du hành lên Mặt Trăng, lần cuối cùng vào tháng 12 năm 1972. Trong toàn dự án có sáu phi vụ Apollo và 12 nhà du hành vũ trụ đã đổ bộ lên Mặt Trăng. Các phi vụ này đã đem lại những dữ liệu khoa học quý giá và 381,7 kg đất đá trên Mặt Trăng về Trái Đất. Các thí nghiệm đã được thực hiện bao gồm liên quan đến cơ học đất, thiên thạch, địa chấn học, trao đổi nhiệt, đo khoảng cách đến Mặt Trăng bằng laser, từ trường, và gió Mặt Trời. Sự kiện đổ bộ lên Mặt Trăng đánh dấu sự kết thúc trong cuộc chạy đua vào không gian; và câu nói của Armstrong khi đề cập đến bước nhảy vĩ đại trong lịch sử loài người đã khích lệ các thế hệ về sau trong cuộc tìm hiểu khám phá vũ trụ.

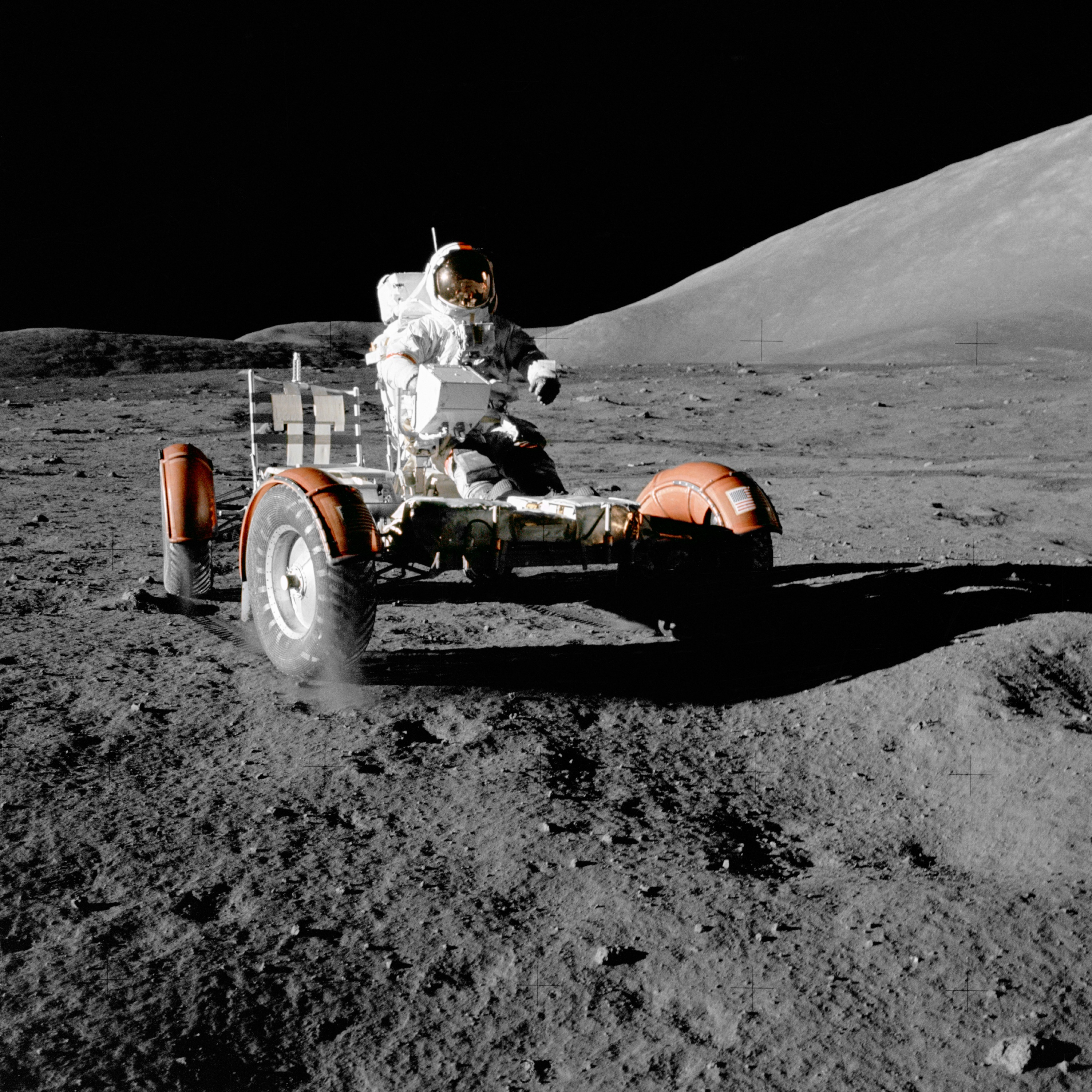
Xe gắn động cơ hoạt động trên Mặt Trăng trong phi vụ Apollo 17, 1972

Apollo đã đánh dấu những cột mốc chính trong lịch sử thám hiểm vũ trụ của con người. Cho tới 2021 đây vẫn là chương trình duy nhất đã đưa các phi hành gia bay ra ngoài quỹ thấp quanh Trái Đất, và thực hiện đổ bộ con người lên một thiên thể khác. Apollo 8 là tàu vũ trụ đầu tiên có người lái bay quanh một thiên thể khác, và Apollo 17 đánh dấu bước chân cuối cùng của con người trên Mặt Trăng và là phi vụ cuối cùng có người lái bay ra khỏi quỹ đạo thấp quanh Trái Đất. Chương trình đã thúc đẩy phát triển nhiều công nghệ tiên tiến như động cơ tên lửa và tàu vũ trụ có người lái, thiết bị điện tử gắn trên tàu (điện tử hàng không-avionic), kỹ thuật truyền thông tin và máy tính. Apollo cũng mở ra những ngành kỹ thuật hấp dẫn mới và để lại nhiều cơ sở nghiên cứu cùng với máy móc được xây dựng để phục vụ cho chương trình. Nhiều vật thể và các công cụ, thiết bị liên quan đến chương trình đã được lưu trưng bày tại nhiều nơi trên thế giới, nổi bật nhất là Bảo tàng quốc gia về Hàng không và Vũ trụ (National Air and Space Museum).

#### Skylab (1965–79)

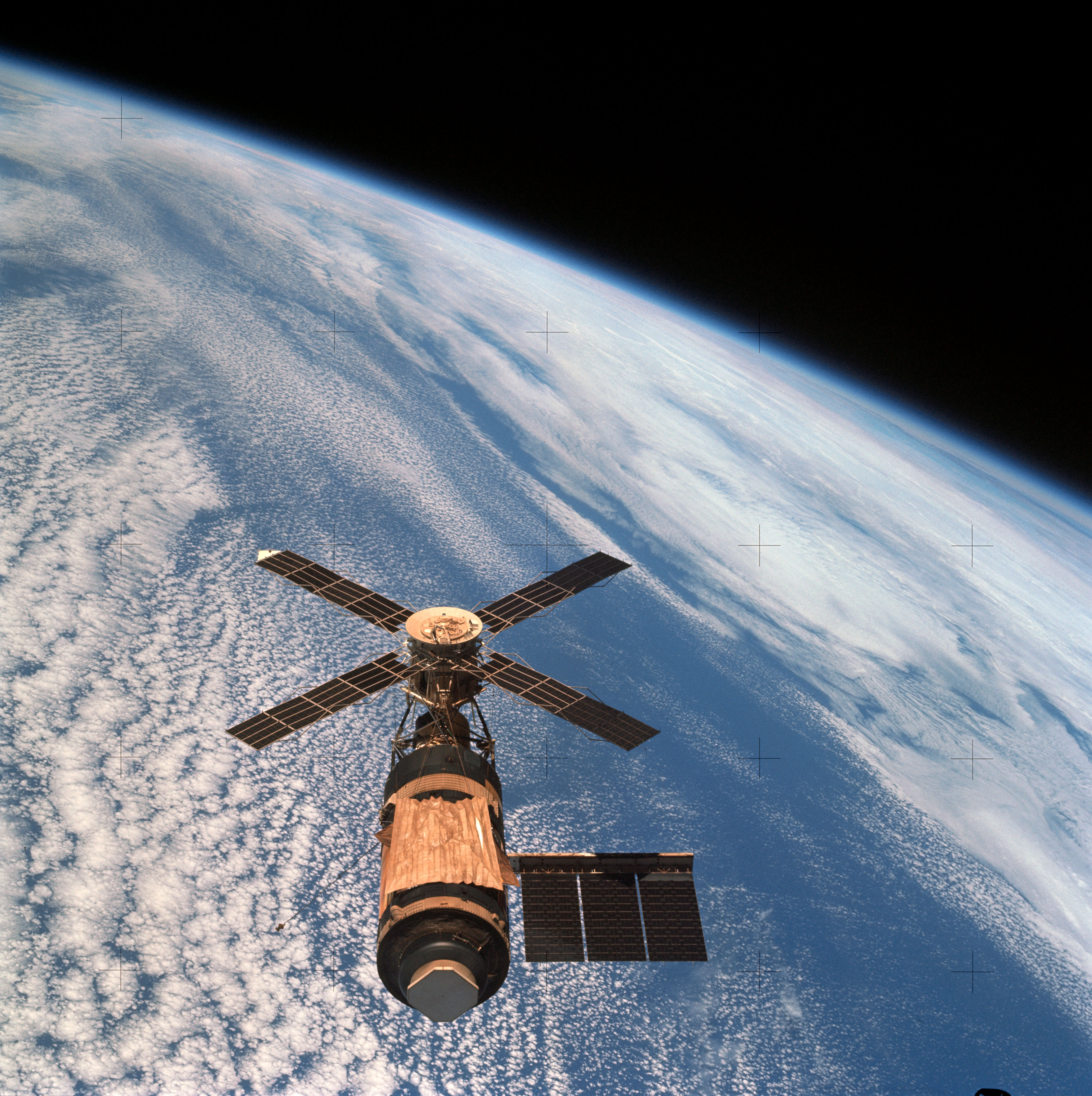
Trạm không gian Skylab, 1974

Skylab là trạm không gian đầu tiên và do Hoa Kỳ xây dựng độc lập. Ý tưởng hình thành vào năm 1965 như là một phòng thí nghiệm được xây dựng trong vũ trụ từ tầng phóng giai đoạn sau của tên lửa Saturn IB, trạm có khối lượng 77.088 kg được chế tạo trên mặt đất và phóng lên vào ngày 14 tháng 5 năm 1973 bằng tên lửa 2 tầng Saturn V, đưa vào quỹ đạo cao 435 km và nghiêng 50° so với xích đạo. Trạm bị hư hại trong quá trình phóng do mất các tấm bảo vệ nhiệt và một tấm panel điện Mặt Trời, nó đã được sửa lại để hoạt động bình thường khi đội phi hành gia đầu tiên bay lên nó. Tổng thời gian mà các phi hành gia ở trên trạm là 171 ngày với 3 đội kế tiếp nhau từ 1973 đến 1974. Trên trạm có một phòng thí nghiệm nghiên cứu các hiệu ứng vi trọng lực, và một kính quan sát Mặt Trời. NASA đã dự định cho một tàu con thoi kết nối với trạm, và đã tăng bán kính quỹ đạo của Skylab lên một cao độ an toàn hơn, nhưng tàu con thoi chưa sẵn sàng thực hiện chuyến bay trước khi Skylab rơi trở lại Trái Đất vào ngày 11 tháng 7 năm 1979.
Để tiết kiệm chi phí, NASA đã sử dụng một trong các tên lửa Saturn V mà ban đầu định dùng cho một phi vụ Apollo bị hủy bỏ để phóng Skylab. Tàu không gian Apollo được dùng để đưa các nhà du hành đến và rời trạm. Tổng số ba đội các nhà du hành đã ở trên trạm trong khoảng thời gian 28, 59, và 84 ngày. Thể tích ở được của Skylab bằng 320 m³, lớn hơn 30,7 lần so với Mô đun điều khiển Apollo (Apollo Command Module).

#### Dự án Thử nghiệm Apollo-Soyuz (1972–75)

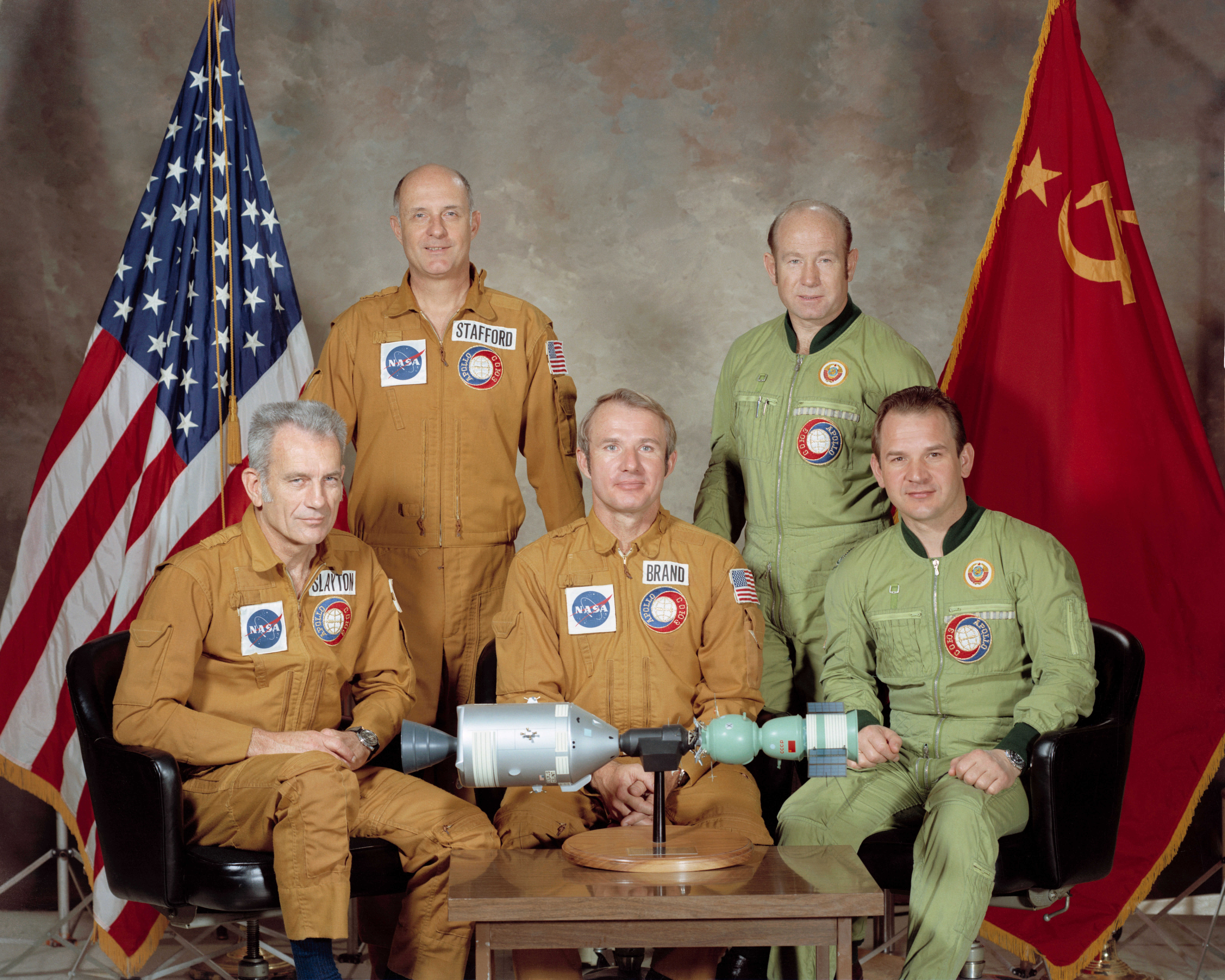
Phi hành đoàn Apollo-Soyuz với các mô hình tàu không gian, 1975

Ngày 24 tháng 5 năm 1972, Tổng thống Hoa Kỳ Richard M. Nixon đã có cuộc gặp với Thủ tướng Liên Xô Aleksey Kosygin và chứng kiến lễ ký thỏa thuận hợp tác trong một chuyến bay không gian, và thông báo dự định mọi tàu không gian có người lái hợp tác quốc tế trong tương lai có thể kết nối được với nhau. Thỏa thuận này phê chuẩn Dự án Thử nghiệm Apollo-Soyuz (ASTP), bao gồm các giai đoạn bắt gặp và ghép nối một mô-đun chỉ huy và dịch vụ Apollo với một tàu Soyuz. Phi vụ này đã diễn ra vào tháng 7 năm 1975. Đây là chuyến bay có người lái cuối cùng của Hoa Kỳ cho tới khi tàu con thoi được phóng lên vào tháng 4 năm 1981.
Phi vụ bao gồm các thí nghiệm khoa học chung và riêng lẻ của mỗi bên, mang lại những thực hành kỹ thuật hữu ích cho các chuyến bay không gian hợp tác giữa Hoa Kỳ và Nga trong tương lai, như chương trình Shuttle-Mir và Trạm Vũ trụ quốc tế.

#### Chương trình tàu con thoi (1972–2011)

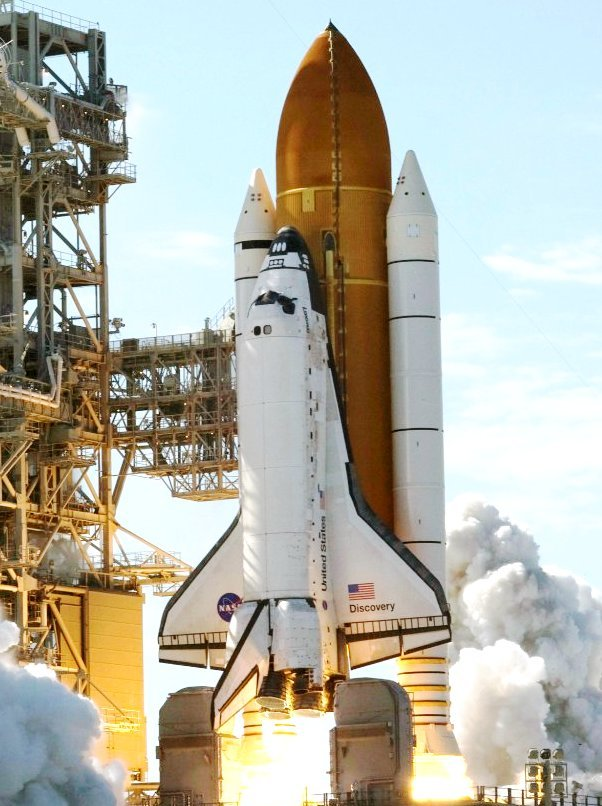
Tàu con thoi Discovery đang được phóng lên trong phi vụ STS-124.

Tàu con thoi trở thành trọng tâm chính của NASA vào cuối thập kỷ 1970 và trong thập kỷ 1980. Được dự định phóng lên thường xuyên và có thể tái sử dụng được, bốn tàu con thoi đã được chế tạo xong vào thời điểm 1985. Lần phóng đầu tiên, là tàu con thoi Columbia được phóng vào ngày 12 tháng 4 năm 1981, the 20th anniversary of the first known human space flight.
Thành phần chính của chương trình này là một tàu bay không gian có thể bay trên quỹ đạo, trong quá trình phóng lên nó được gắn theo một bình nhiên liệu ngoài và hai tên lửa nhiên liệu rắn gắn hai bên để tăng thêm sức đẩy phản lực. Thùng nhiên liệu ngoài, có đường kính lớn hơn cả tàu con thoi, là phần chính yếu duy nhất không được tái sử dụng sau mỗi lần phóng, và nó rơi xuống Đại Tây Dương. Tàu con thoi có thể hoạt động trên quỹ đạo với cao độ 185–643 km và tải trọng lớn nhất có thể mang được (đối với quỹ đạo thấp) là 24.400 kg. Một phi vụ có thể kéo dài từ 5 đến 17 ngày và phi hành đoàn gồm từ 2 đến 8 nhà du hành vũ trụ.
Khoảng 20 phi vụ (1983–98) của tàu con thoi thực hiện liên quan tới mô đun Spacelab, được thiết kế trong dự án hợp tác với Cơ quan Vũ trụ châu Âu (ESA). Spacelab không được thiết kế để có thể tự bay độc lập trên quỹ đạo, nhưng nó sẽ vẫn nằm trong khoang hàng của tàu con thoi và các nhà du hành vũ trụ sẽ đi vào nó thông qua cửa cân bằng khí áp (airlock). Một loạt các lần phóng khác đó là những phi vụ phóng và sau đó là các lần sửa chữa và nâng cấp kính thiên văn không gian Hubble vào năm 1990 và 1993, 1997, 1999, 2002, 2009.
Năm 1995, hợp tác giữa Nga và Mỹ được nối lại trong chương trình Trạm Vũ trụ Hòa Bình - Tàu con thoi (1995–1998). Khi tàu của Mỹ kết nối với trạm Hòa Bình đã cho phép các nhà du hành vũ trụ của hai bên cũng của các nước khác tham gia có thể di chuyển qua lại giữa các khoang với nhau. Sự hợp tác này tiếp tục được phát triển khi hai nước trở thành những đối tác chính trong dự án xây dựng Trạm Vũ trụ Quốc tế (ISS). Mức độ hợp tác được tăng cường hơn nữa khi các lần phóng phi hành gia của Hoa Kỳ lên ISS họ phải dựa hoàn toàn vào tên lửa đẩy của Nga sau thảm họa tàu con thoi Columbia năm 2003.
Đội tàu con thoi bị mất hai tàu và 14 phi hành gia trong hai thảm họa: Challenger năm 1986, và Columbia năm 2003. Trong sự kiện mất tàu năm 1986 NASA đã cho triển khai sản xuất lắp dựng tàu Endeavour để thay thế, nhưng NASA đã không sản xuất một tàu khác thay cho lần mất thứ hai. Chương trình tàu con thoi của NASA có 135 phi vụ và lần cuối cùng là sự kiện tàu con thoi Atlantis hạ cánh xuống Trung tâm Không gian Kennedy vào ngày 21 tháng 7 năm 2011. Chương trình kéo dài trong 30 năm với hơn 300 phi hành gia đã được đưa vào vũ trụ.

#### Trạm Vũ trụ Quốc tế (1993–nay)

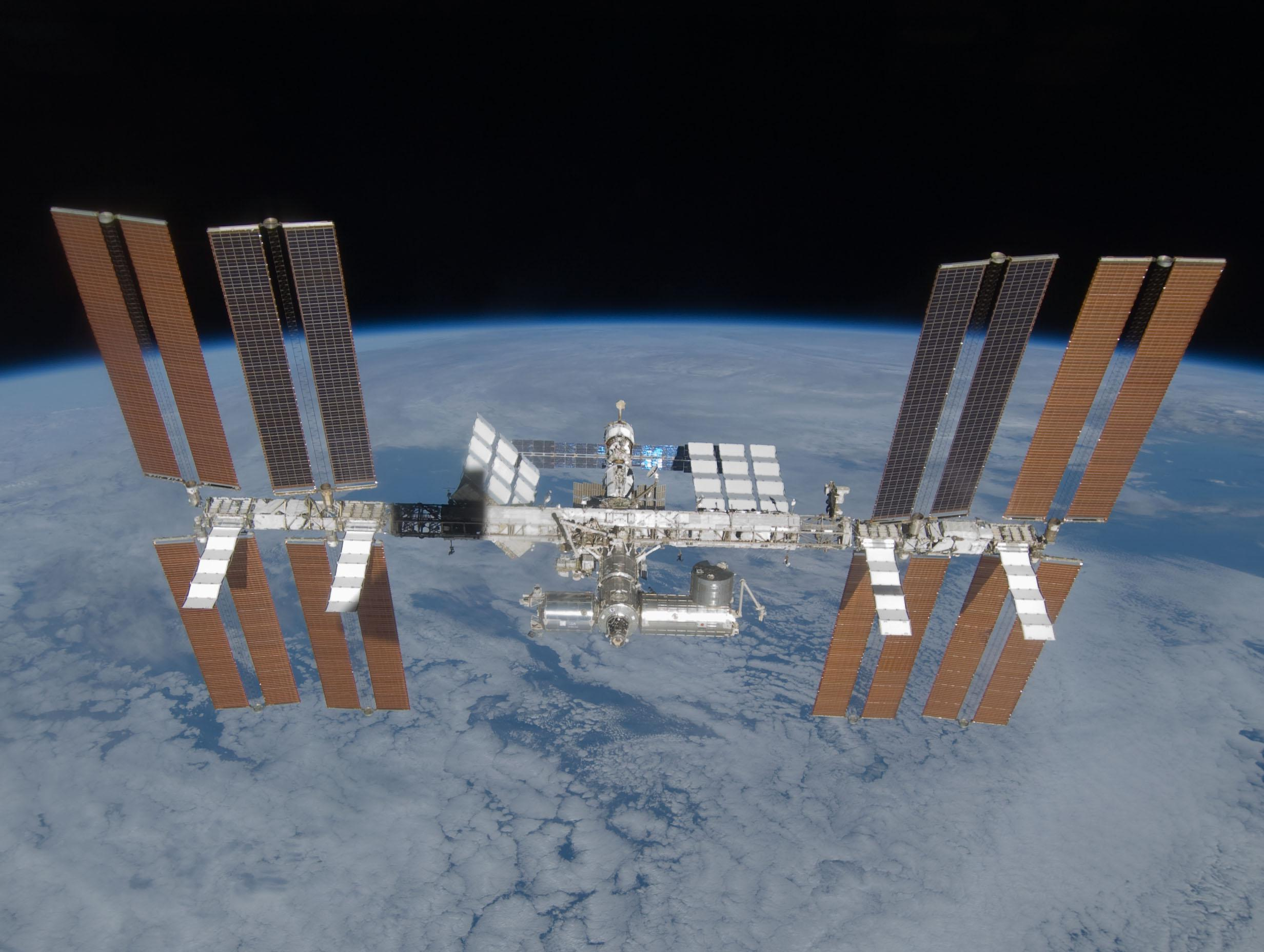
Trạm Vũ trụ Quốc tế năm 2009.

Trạm Vũ trụ Quốc tế (ISS) là chương trình kết hợp giữa dự án Trạm Không gian Freedom của NASA với trạm Mir-2 của Liên Xô/Nga, trạm Columbus của ESA, và mô đun phòng thí nghiệm Kibō của Nhật Bản. Vào thập niên 1980 NASA có kế hoạch phát triển riêng trạm Freedom, nhưng do hạn chế về ngân sách của Hoa Kỳ dẫn đến việc họ phải sáp nhập với các dự án không gian đa quốc gia khác vào năm 1993, giữa các bên NASA, cơ quan Vũ trụ Liên bang Nga (RKA), cơ quan nghiên cứu và phát triển hàng không vũ trụ Nhật Bản (JAXA), cơ quan Vũ trụ châu Âu (ESA), và cơ quan Vũ trụ Canada (CSA). Trạm bao gồm các mô đun điều áp, giàn để lắp ghép các mô đun, các tấm pin năng lượng mặt trời và những thành phần khác, mà chúng được phóng lên bằng các tên lửa Proton và Soyuz của Nga và tàu con thoi của Mỹ. Trạm ISS vẫn đang được lắp ráp trên quỹ đạo thấp quanh Trái Đất. Quá trình lắp ráp trên quỹ đạo bắt đầu từ năm 1998, với các thành phần do Mỹ chế tạo hoàn thành vào năm 2011 và các thành phần do Nga chế tạo có thể sẽ hoàn thành lắp ráp vào năm 2016 hoặc xa hơn. Quy chế sử dụng và chia sẻ trạm được thành lập dựa trên các hiệp ước và thỏa thuận quốc tế trong đó chia trạm ra làm hai khu vực với Nga có toàn quyền sở hữu các mô đun của họ (ngoại trừ mô đun Zarya), và các mô đun của Hoa Kỳ được bố trí xen kẽ với các mô đun của các đối tác quốc tế khác.

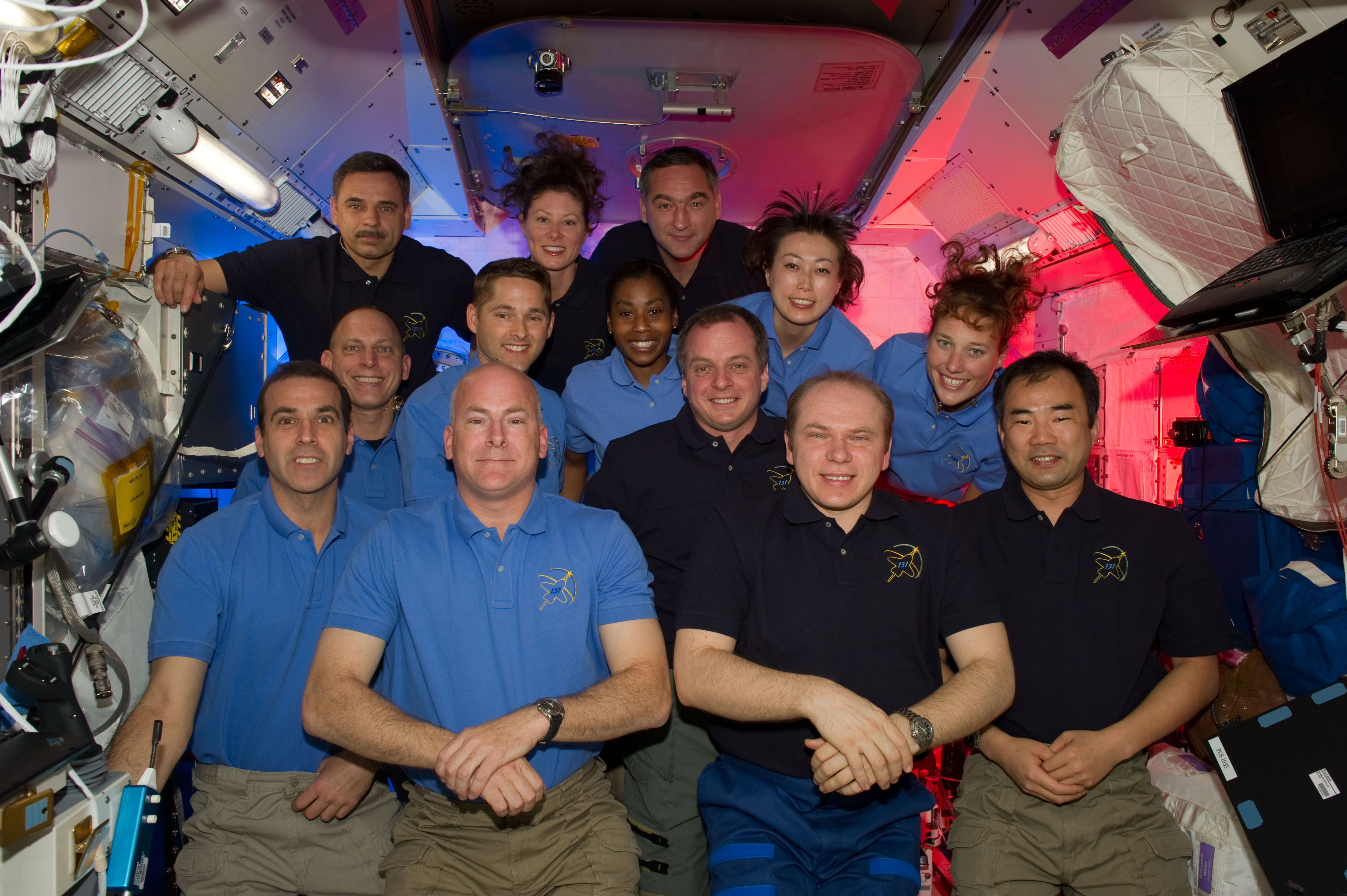
Các thành viên trong phi hành đoàn STS-131 (xanh sáng màu) và phi hành đoàn ISS số 23 (xanh tối màu) trên trạm vũ trụ quốc tế vào tháng 4 năm 2010.

Các phi vụ dài ngày trên ISS được coi như là Phi hành đoàn ISS (ISS Expedition). Các thành viên trong phi hành đoàn thường ở trên trạm ISS trong vòng 6 tháng. Ban đầu phi hành đoàn có 3 du hành gia, và giảm xuống tạm thời còn 2 sau thảm họa tàu Columbia. Từ tháng 5 năm 2009, số lượng phi hành gia bắt đầu tăng lên 6 người. Số lượng được hi vọng tăng lên tới 7 người, hay khả năng của ISS được thiết kế, một khi Chương trình Phi đội Thương mại (Commercial Crew Program) chính thức hoạt động. Liên tục có phi hành gia trên trạm ISS trong hơn 15 năm qua, vượt qua kỷ lục của Trạm vũ trụ Hòa Bình; và các nhà du hành vũ trụ từ 15 quốc gia khác nhau đã được phóng lên trạm ISS.
Trạm Vũ trụ Quốc tế có thể nhìn từ Trái Đất bằng mắt thường và, cho đến 2025, nó là vệ tinh nhân tạo lớn nhất trên quỹ đạo quanh Trái Đất với khối lượng và thể tích lớn hơn bất kỳ trạm vũ trụ nào trước đó. Tàu Soyuz chở theo phi hành đoàn, kết nối với trạm trong thời gian khoảng nửa năm và đưa các nhà du hành vũ trụ trở lại mặt đất. Một vài tàu chở hàng không người lái phục vụ cho trạm ISS, chúng là các tàu vận tải Tiến bộ của Nga mà đã tham gia chuyên chở từ 2000, tàu vận tải tự hành (ATV) của ESA tham gia từ 2008 đến 2015, tàu vận tải H-II (HTV) của Nhật Bản tham gia từ 2009, tàu Dragon của hãng spaceX bắt đầu vận chuyển từ 2012, và tàu Cygnus tham gia từ 2013. Các tàu con thoi, trước khi nghỉ hưu, cũng được sử dụng để chở hàng hóa và chuyển đổi giữa các thành viên trong phi hành đoàn, mặc dù nó không có khả năng đậu chờ trong khoảng 6 tháng khi nhóm các phi hành gia khác quay trở lại mặt đất. Cho đến khi tàu vũ trụ có người lái khác của Mỹ hoạt động, các phi hành gia Hoa Kỳ phải đến và rời Trạm Vũ trụ Quốc tế hoàn toàn bằng tàu Soyuz. ISS đã từng đón nhiều nhất là 13 nhà du hành vũ trụ; điều này đã xảy ra ba lần trong giai đoạn cuối của các tàu con thoi tham gia lắp ráp ISS.
Chương trình trạm Vũ trụ Quốc tế ISS có thể kéo dài ít nhất đến năm 2020, mặc dù người ta có thể mở rộng thời gian hoạt động của nó sau năm 2028.

##### Dịch vụ cung cấp vận chuyển thương mại (2006–nay)
Các tàu chuyên chở đã bắt đầu phát triển từ năm 2006 cho các Dịch vụ cung cấp vận chuyển thương mại (Commercial Resupply Services-CRS) với mục đích tạo ra các chuyến bay phi người lái của Hoa Kỳ nhằm cung cấp hàng hóa cho trạm ISS. Quá trình phát triển các thiết bị bay này được đặt trong một chương trình các hợp đồng thương mại trọn gói cho mỗi một mốc đạt được, có nghĩa là mỗi công ty nhận được khoản thanh toán nhất định cho mỗi lần khi nhiệm vụ của họ đã thành công tại mỗi mốc này. Các công ty tư nhân cũng được yêu cầu phải có những khoản vốn đầu tư đối ứng dự phòng cho những trường hợp phát sinh trong các hợp đồng của họ.
Ngày 23 tháng 12 năm 2008, NASA đã trao hợp đồng cung cấp dịch vụ chuyên chở không gian cho hai công ty SpaceX và Orbital Sciences Corporation. SpaceX sử dụng tên lửa Falcon 9 của họ và tàu Dragon. Orbital Sciences dùng tên lửa Antares và Cygnus. Phi vụ chở hàng đầu tiên của tàu Dragon diễn ra vào tháng 5 năm 2012. Phi vụ cung cấp đầu tiên của tàu Cygnus diễn ra vào tháng 9 năm 2013. Hiện nay, chương trình CRS cung cấp mọi nhu cầu chuyên chở hàng hóa phục vụ cho Hoa Kỳ trên trạm ISS; với một vài ngoại lệ về tải trọng thiết bị mà được chở theo bằng tàu ATV của ESA và tàu HTV của JAXA.

##### Chương trình phát triển thương mại tàu vũ trụ có người lái (2010–nay)
Chương trình phát triển thương mại tàu vũ trụ có người lái (Commercial Crew Development-CCDev) được khởi động vào năm với mục đích thúc đẩy sự phát triển của các tàu vũ trụ tư nhân có khả năng chở theo ít nhất 4 phi hành gia của Hoa Kỳ lên trạm ISS, tàu neo đậu vào trạm trong vòng 180 và sau đó đưa các phi hành gia quay trở lại Trái Đất. Các công ty tư nhân cũng hy vọng họ cũng có thể chuyên chở các nhà du hành vũ trụ không thuộc Mỹ trong dịch vụ thương mại lên các trạm không gian tư nhân như trong kế hoạch của công ty Bigelow Aerospace. Giống như chương trình COTS, CCDev cũng là một chương trình phát triển với hợp đồng trọn gói của NASA mà đòi hỏi các công ty tư nhân phải bỏ ra những khoản vốn đầu tư ban đầu.
Năm 2010, NASA thông báo trúng thầu của giai đoạn đầu tiên của chương trình, tổng giá trị của giai đoạn bằng $50 triệu được chia cho 5 công ty tư nhân Hoa Kỳ với mục tiêu nghiên cứu và phát triển các ý tưởng và công nghệ về chuyến bay vũ trụ có phi hành gia trong khu vực tư nhân. Năm 2011, bốn công ty thắng thầu trong giai đoạn hai với tổng giá trị $270 triệu được công bố. NASA công bố kết quả thầu của giai đoạn ba vào năm 2012, với tổng giá trị của giai đoạn này bằng $1,1 tỷ trao cho 3 công ty để họ có thể tiếp tục phát triển các hệ thống tên lửa vận chuyển phi hành gia. Năm 2014, hai công ty thắng thầu ở vòng cuối cùng được loan báo. Tàu Dragon V2 của SpaceX (kế hoạch phóng lên bằng tên lửa Falcon 9 v1.1) nhận được hợp đồng có giá trị $2,6 tỷ và tàu CST-100 của Boeing (phóng lên bằng tên lửa Atlas V) nhận được hợp đồng có giá trị tới $4,2 tỷ.  NASA kỳ vọng các tàu này sẽ đưa các nhà du hành vũ trụ lên ISS vào năm 2017.

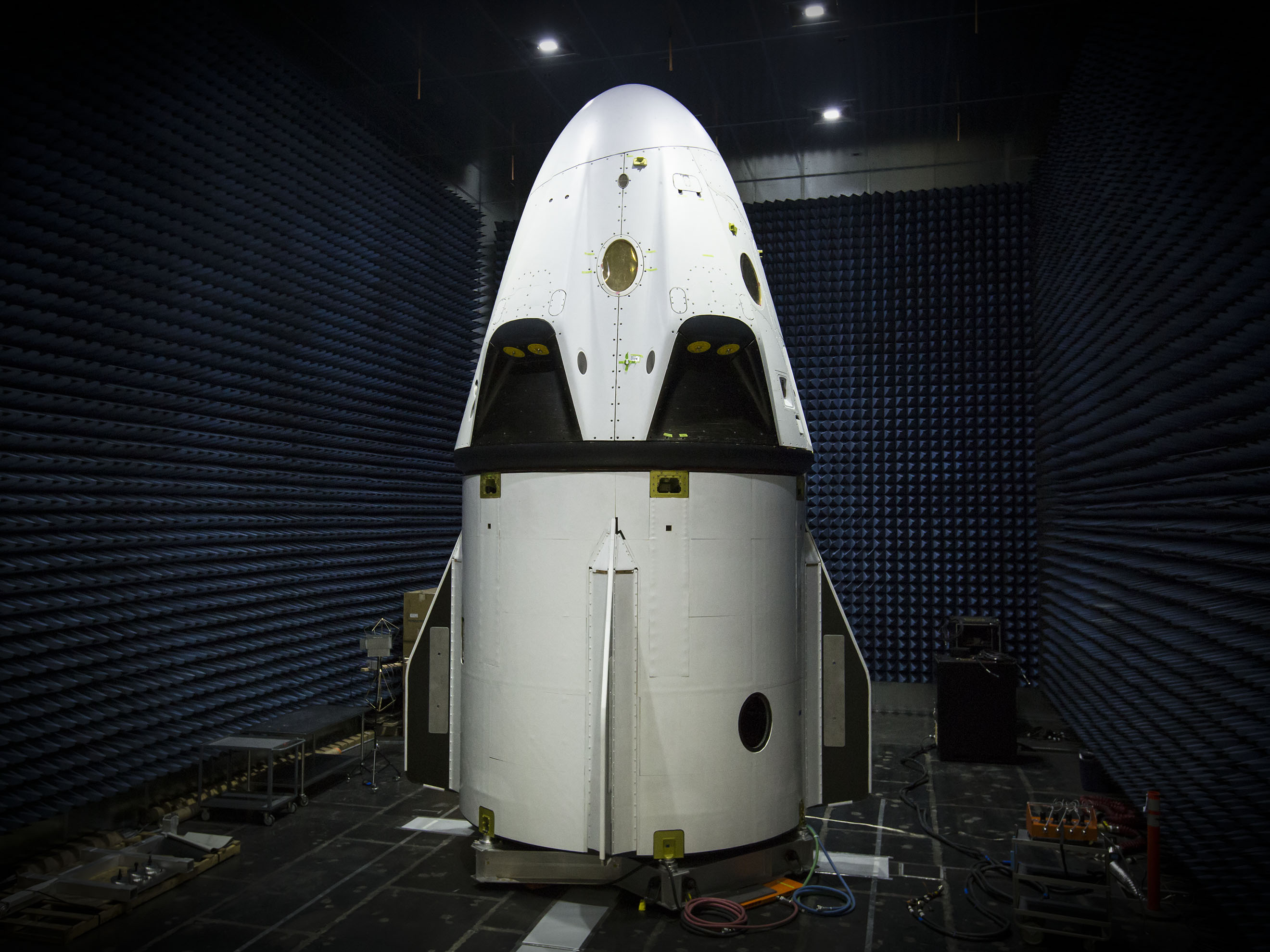
Dragon V2
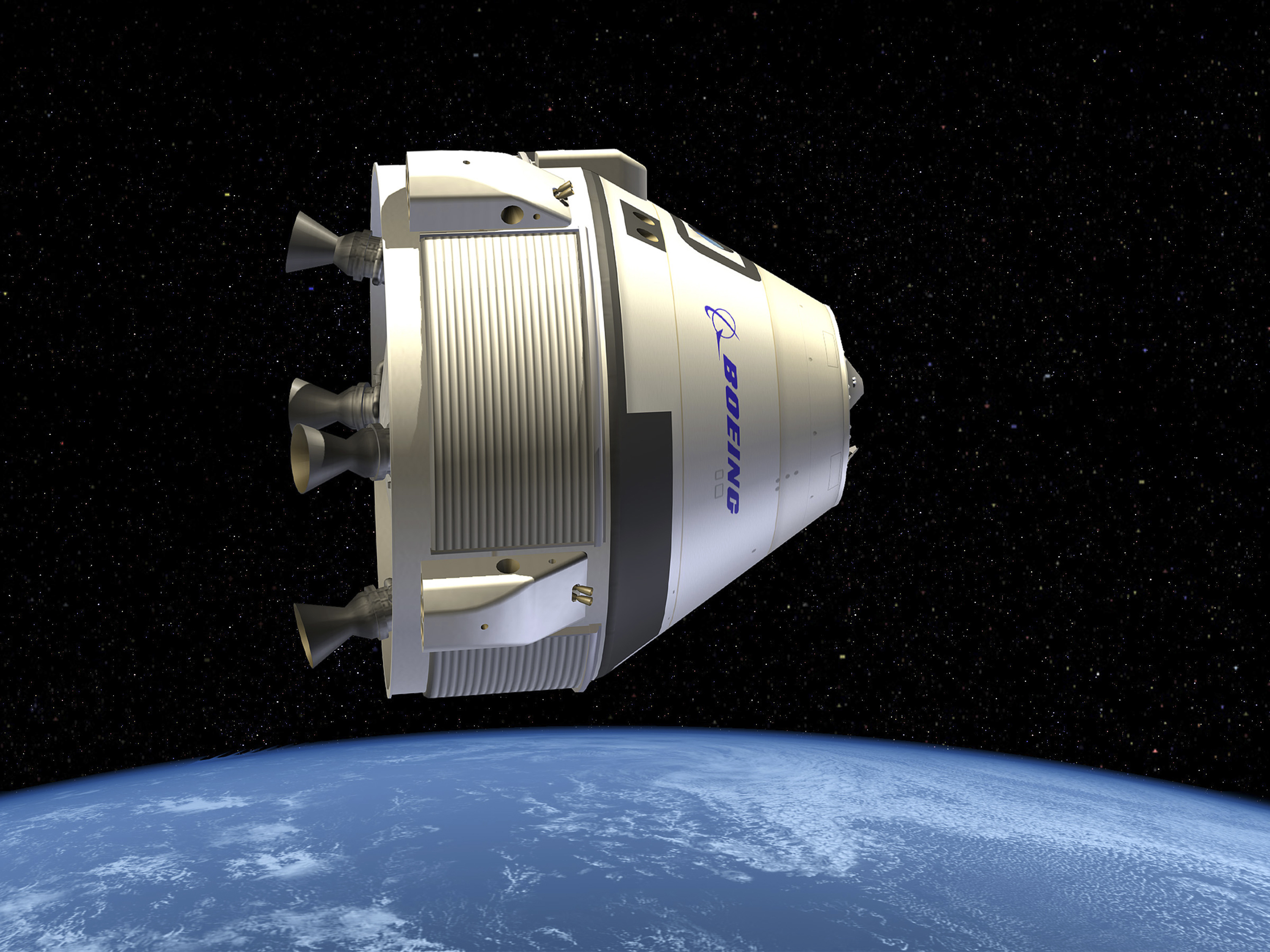
Ảnh mô phỏng máy tính tàu CST-100 trên quỹ đạo

#### Chương trình bay ra ngoài quỹ đạo thấp quanh Trái Đất (2010–nay)

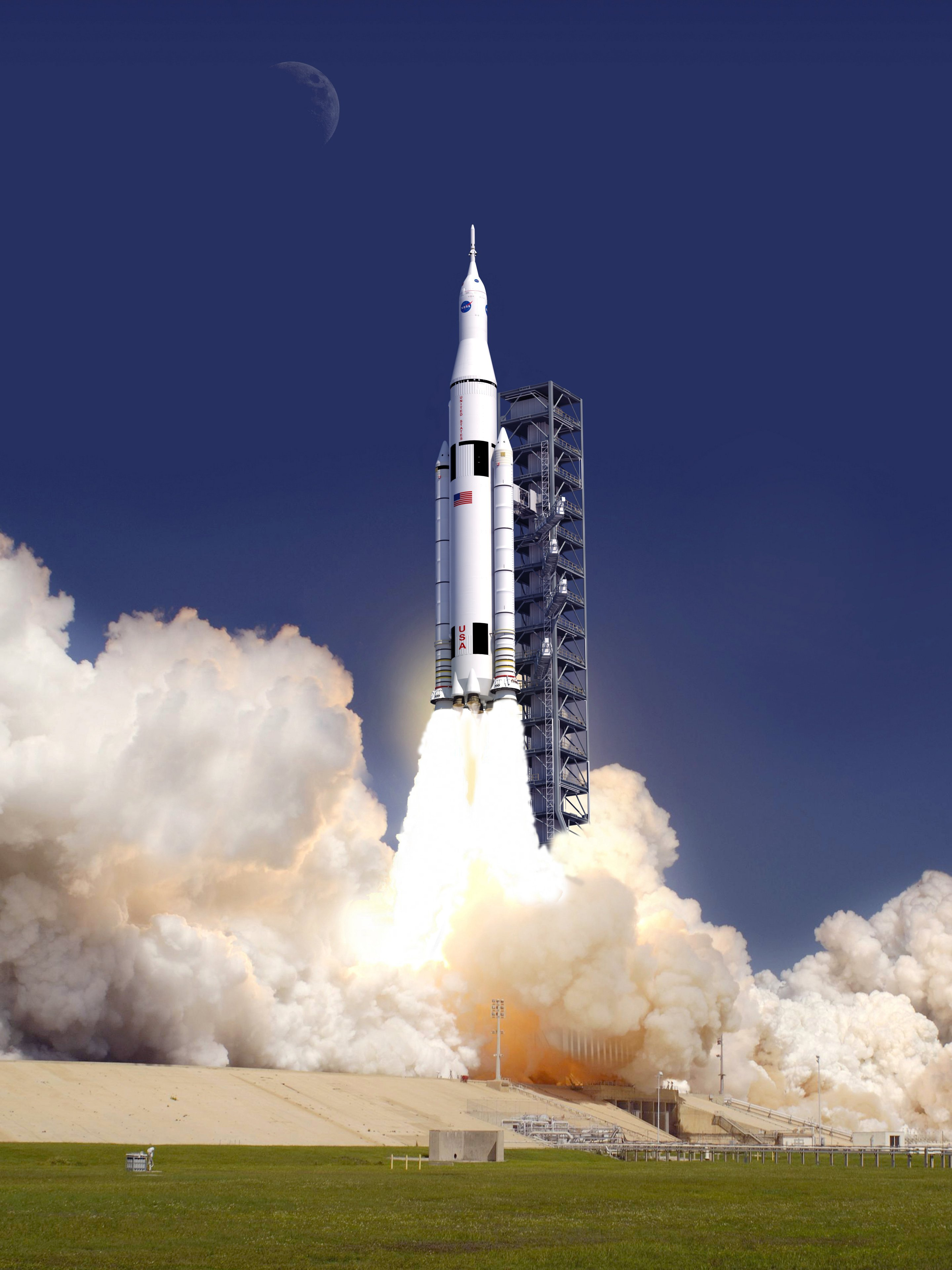
Minh họa tên lửa SLS với biến thể mang được 70 tấn hàng đang phóng lên cùng với tàu Orion.

Đối với các phi vụ bay ra ngoài quỹ đạo thấp quanh Trái Đất (low Earth orbit-BLEO), NASA đã triển khai phát triển tên lửa Space Launch System (SLS), một loại tên lửa lớp Saturn-V, và tàu không gian bay ra bên ngoài quỹ đạo thấp, tàu Orion, có khả năng mang theo từ hai đến sáu phi hành gia. Tháng Hai 2010, chính quyền của Tổng thống Barack Obama kiến nghị loại bỏ các quỹ công cộng cho chương trình Constellation và dịch chuyển lớn hơn sang trách nhiệm phục vụ của các công ty tư nhân đối với trạm ISS. Trong một lần phát biểu ở Trung tâm Không gian Kennedy ngày 15 tháng 4 năm 2010, Obama đã đề xuất một thiết bị phóng hạng nặng mới (HLV) để thay thế loại tên lửa Ares V từng được đề xuất. Trong bài phát biểu của ông, Obama đã kêu gọi thực hiện một phi vụ có người lái đổ bộ lên một tiểu hành tinh sớm nhất vào năm 2025, và một phi vụ có phi hành đoàn bay trên quỹ đạo quanh Sao Hỏa vào giữa thập niên 2030. Đạo luật Ủy quyền NASA năm 2010 (NASA Authorization Act of 2010) được Quốc hội thông qua và ký ban hành luật vào ngày 11 tháng 10 năm 2010. Đạo luật chính thức hủy bỏ chương trình Constellation.

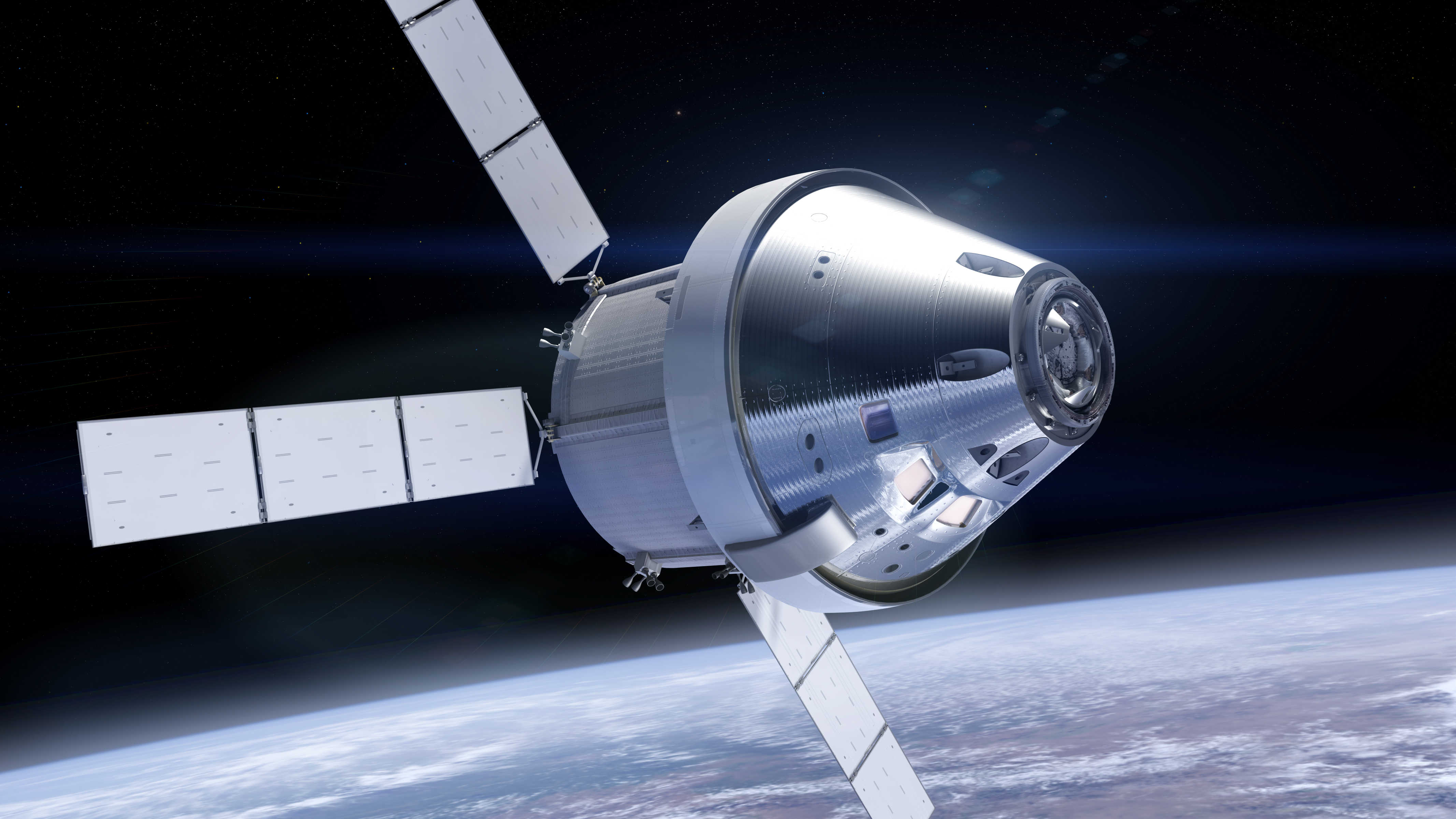
Thiết kế của tàu Orion tại tháng 1 năm 2013.

Đạo luật Ủy quyền yêu cầu một thiết kế mới cho loại tàu HLV sẽ được chọn trong vòng 90 ngày thông qua luật; và thiết bị phóng được đặt tên là "Space Launch System". Luật mới cũng yêu cầu xây dựng một tàu không gian có khả năng bay được ra ngoài quỹ đạo thấp quanh Trái Đất. Tàu Orion, như đã được phát triển trong chương trình Constellation, được chọn để đáp ứng hoàn toàn yêu cầu này. Tàu Space Launch System (Hệ thống phóng không gian) được lập kế hoạch để phóng cả tàu Orion và những thiết bị cần thiết khác cho các phi vụ khác bay ra ngoài quỹ đạo thấp quanh Trái Đất. Tên lửa SLS cũng được nâng cấp theo thời gian với các phiên bản ngày càng mạnh hơn. Khả năng ban đầu của SLS có thể phóng 70 mêtric tấn lên quỹ đạo thấp quanh Trái Đất. Sau đó nó sẽ được nâng cấp lên khả năng phóng 105 mêtric tấn và tiếp đến là 130 mêtric tấn.
Chuyến bay thử nghiệm thám hiểm 1 (Exploration Flight Test 1; EFT-1), là một chuyến bay thử nghiệm không có người lái của tàu Orion, được phóng lên vào ngày 5 tháng 12 năm 2014 bằng tên lửa Delta IV Heavy. Phi vụ thám hiểm 1 (Exploration Mission 1; EM-1) là lần phóng thử nghiệm đầu tiên của tàu Orion bằng tên lửa SLS mà sẽ đưa tàu vào một quỹ đạo tròn, dự kiến thực hiện vào cuối năm 2018. Chuyến bay có người lái đầu tiên của Orion và SLS, phi vụ thám hiểm 2 (Exploration Mission 2; EM-2) có thể sẽ được phóng trong giai đoạn 2021 và 2023; nó là chuyến bay kéo dài 10 đến 14 ngày đưa bốn nhà du hành vũ trụ bay quanh quỹ đạo của Mặt Trăng. Đến tháng 7 năm 2016, mục tiêu của chuyến bay EM-3 và chương trình dài hạn hơn vẫn chưa được quyết định.

### Các chuyến bay không người lái

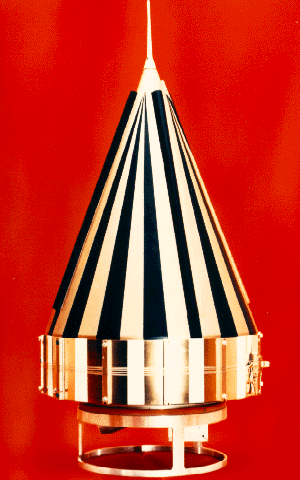
Pioneer 3 và 4 được phóng lên lần lượt vào năm 1958 và 1959.

Hơn 1.000 phi vụ không người lái đã được thiết kế nhằm thám hiểm Trái Đất và hệ Mặt Trời. Bên cạnh mục tiêu thám hiểm, NASA cũng phóng lên các vệ tinh thông tin liên lạc. Những chuyến bay này hoặc được phóng bằng tên lửa từ mặt đất hoặc tách ra từ tàu con thoi, mà có thể tự triển khai các vệ tinh hoặc phải gắn thêm động cơ tên lửa thứ cấp để đẩy nó đi xa hơn.
Vệ tinh không người lái đầu tiên của Hoa Kỳ là Explorer 1, được khởi động trong dự án ABMA/JPL trong những năm đầu của cuộc chạy đua không gian. Nó được phóng lên vào tháng 1 năm 1958, hai tháng sau vệ tinh Sputnik. Khi thành lập NASA, dự án Explorer đã được chuyển giao cho cơ quan này và vẫn còn tiếp tục cho tới ngày nay. Các phi vụ này tập trung vào nghiên cứu Trái Đất và Mặt Trời, đo đạc từ trường và gió Mặt Trời cũng như các khía cạnh khác. Những vệ tinh nghiên cứu Trái Đất gần đây, mà không thuộc chương trình Explorer, là kính thiên văn không gian Hubble, như đã được đề cập ở trên và được phóng lên vào năm 1990.
Các hành tinh vòng trong hệ Mặt Trời đã được ít nhất bốn phi vụ thám hiểm. Chuyến bay đầu tiên là của các tàu Mariner trong thập niên 60 và 70, chúng đã bay qua nhiều lần Sao Kim và Sao Hỏa và một lần bay qua Sao Thủy. Các tàu không gian phóng lên trong chương trình Mariner cũng là những tàu đầu tiên thực hiện bay lướt qua hành tinh (Mariner 2), lần đầu tiên chụp ảnh một hành tinh khác (Mariner 4), lần đầu tiên đi vào quỹ đạo hành tinh khác (Mariner 9), và lần đầu tiên thực hiện kỹ thuật lợi dụng trọng lực (Mariner 10). Đây là kỹ thuật giúp các tàu không gian thu được vận tốc theo mong muốn (tăng hoặc giảm vận tốc) nhờ tác động hấp dẫn của một hành tinh để tới vị trí dự kiến.
Cuộc đổ bộ thành công đầu tiên lên bề mặt Sao Hỏa thực hiện bởi tàu Viking 1 năm 1976. Và hai mươi năm sau một robot tự hành nhỏ đã thực hiện lăn bánh trên Sao Hỏa đó là Mars Pathfinder.
Bên ngoài Sao Hỏa, Sao Mộc lần đầu tiên được viếng thăm bởi tàu Pioneer 10 vào năm 1973. Hơn 20 năm sau Galileo gửi một thiết bị thăm dò vào khí quyển Sao Mộc, và trở thành vệ tinh đầu tiên quay quanh hành tinh này. Pioneer 11 trở thành con tàu đầu tiên viếng thăm Sao Thổ vào năm 1979, và Voyager 2 trở thành tàu đầu tiên (và duy nhất cho tới nay) bay ngang qua Sao Thiên Vương và Sao Hải Vương lần lượt vào các năm 1986 và 1989. Tàu không gian đầu tiên rời Hệ Mặt Trời là Pioneer 10 vào năm 1983. Và trong một thời gian nó là tàu đi xa Trái Đất nhất, cho tới khi các tàu Voyager 1 và Voyager 2 vượt qua.
Pioneer 10 và 11 và cả hai tàu Voyager đều mang những thông điệp từ Trái Đất đến với các nền văn minh ngoài Trái Đất. Vấn đề truyền thông tin trở lên khó khăn hơn đối với các tàu hành trình trong không gian sâu thẳm. Ví dụ, phải mất khoảng 3 tiếng để tín hiệu vô tuyến đến tới tàu New Horizons khi con tàu này đi được một nửa quãng đường tới Sao Diêm Vương. Liên lạc với tàu Pioneer 10 bị mất vào năm 2003. Cả hai tàu Voyager vẫn còn hoạt động và chúng đang thám hiểm vùng biên giới rìa hệ Mặt Trời với không gian liên sao.
Ngày 26 tháng 11 năm 2011, phi vụ Phòng thí nghiệm khoa học Sao Hỏa của NASA đã phóng thành công lên Sao Hỏa. Robot Curiosity đã đáp thành công lên bề mặt Sao Hỏa vào ngày 6 tháng 8 năm 2012, và sau đó bắt đầu tìm kiếm những chứng cứ về sự sống trong quá khứ trên Sao Hỏa.

### Các hoạt động và kế hoạch gần đây
NASA tiếp tục các dự án nghiên cứu bao gồm khảo sát Sao Hỏa (Mars 2020 và InSight), Sao Mộc, Sao Thổ và nghiên cứu Trái Đất cũng như Mặt Trời. Các phi vụ đang thực hiện bao gồm Juno bay quanh Sao Mộc, Cassini bay quanh Sao Thổ, New Horizons (bay ngang qua Sao Mộc, Sao Diêm Vương, và một tiểu hành tinh vào 2019), và Dawn nghiên cứu hành tinh lùn Ceres và tiểu hành tinh Vesta trong vành đai tiểu hành tinh. NASA tiếp tục ủng hộ các nghiên cứu đang diễn ra, bao gồm các tàu Pioneer và Voyager đang bay vào vùng ngoài Sao Diêm Vương chưa từng được khám phá, cũng như thám hiểm các hành tinh khí khổng lồ.
Tàu New Horizons có mục tiêu nghiên cứu Sao Diêm Vương được phóng lên vào năm 2006 và đã thực hiện thành công khi bay ngang qua hành tinh lùn này vào ngày 14 tháng 7 năm 2015. Con tàu đã nhận được lực đẩy hấp dẫn từ Sao Mộc vào tháng 2 năm 2007, chụp ảnh một số vệ tinh bên trong của Sao Mộc và kiểm tra các thiết bị gắn trên tàu trong những lần bay ngang qua này. Một tàu khác của NASA là MAVEN thuộc chương trình do thám Sao Hỏa có nhiệm vụ nghiên cứu khí quyển loãng của hành tinh này.
Vào ngày 4 tháng 12 năm 2006, NASA thông báo họ có kế hoạch xây dựng một căn cứ vĩnh cửu trên Mặt Trăng. Mục tiêu là bắt đầu xây dựng căn cứ vào năm 2020, và tới năm 2024, có thể cho căn cứ hoạt động hoàn toàn và hỗ trợ cho các phi hành gia nơi làm việc nghỉ ngơi và cung cấp thực phẩm. Tuy nhiên, vào 2009, Ủy ban Augustine phát hiện thấy chương trình "đi không đúng hướng." năm 2010, Tổng thống Barack Obama ra lệnh ngừng triển khai dự án, bao gồm căn cứ trên Mặt Trăng, và điều chuyển sự tập trung của NASA vào dự án đưa phi hành gia tới một tiểu hành tinh và sau đó là tới Sao Hỏa, cũng như hỗ trở mở rộng duy trì sự hoạt động của Trạm Vũ trụ Quốc tế.
Từ 2011, các mục tiêu chiến lược của NASA là
- Mở rộng và duy trì các hoạt động phi vụ có người điều khiển trong hệ Mặt Trời
- Mở rộng hiểu biết khoa học về Trái Đất và Vũ trụ
- Sáng tạo những công nghệ vũ trụ mới
- Thúc đẩy nghiên cứu hàng không học
- Cho phép các chương trình và viện nghiên cứu có khả năng thực hiện các hoạt động hàng không và không gian của NASA
- Quảng bá NASA đối với công chúng, giáo dục và sinh viên học sinh có cơ hội tham gia các hoạt động của họ

Tháng 8 năm 2011, NASA chấp thuận hai gương kính thiên văn không gian dự phòng do Cơ quan Do thám Quốc gia (National Reconnaissance Office) trao tặng do không còn cần thiết cho mục đích quân sự nữa. Mặc dù được bảo quản lưu kho, các thiết bị này có thông số kỹ thuật tương đương với Kính thiên văn không gian Hubble.
Tháng 9 năm 2011, NASA thông báo khởi động chương trình Hệ thống Phóng Không gian (Space Launch System) phát triển tên lửa hạng nặng có khả năng chở theo phi hành đoàn. Hệ thống Phóng Không gian dùng để phóng tàu Orion và các mô đun dịch vụ lên Mặt Trăng, tiểu hành tinh gần Trái Đất và Sao Hỏa. Tàu Orion không người lái đã được phóng thử nghiệm bằng tên lửa Delta IV Heavy vào tháng 12 năm 2014.
Kính thiên văn không gian James Webb hiện tại là dự án lớn nhất của NASA dự kiến phóng lên vào cuối năm 2018.

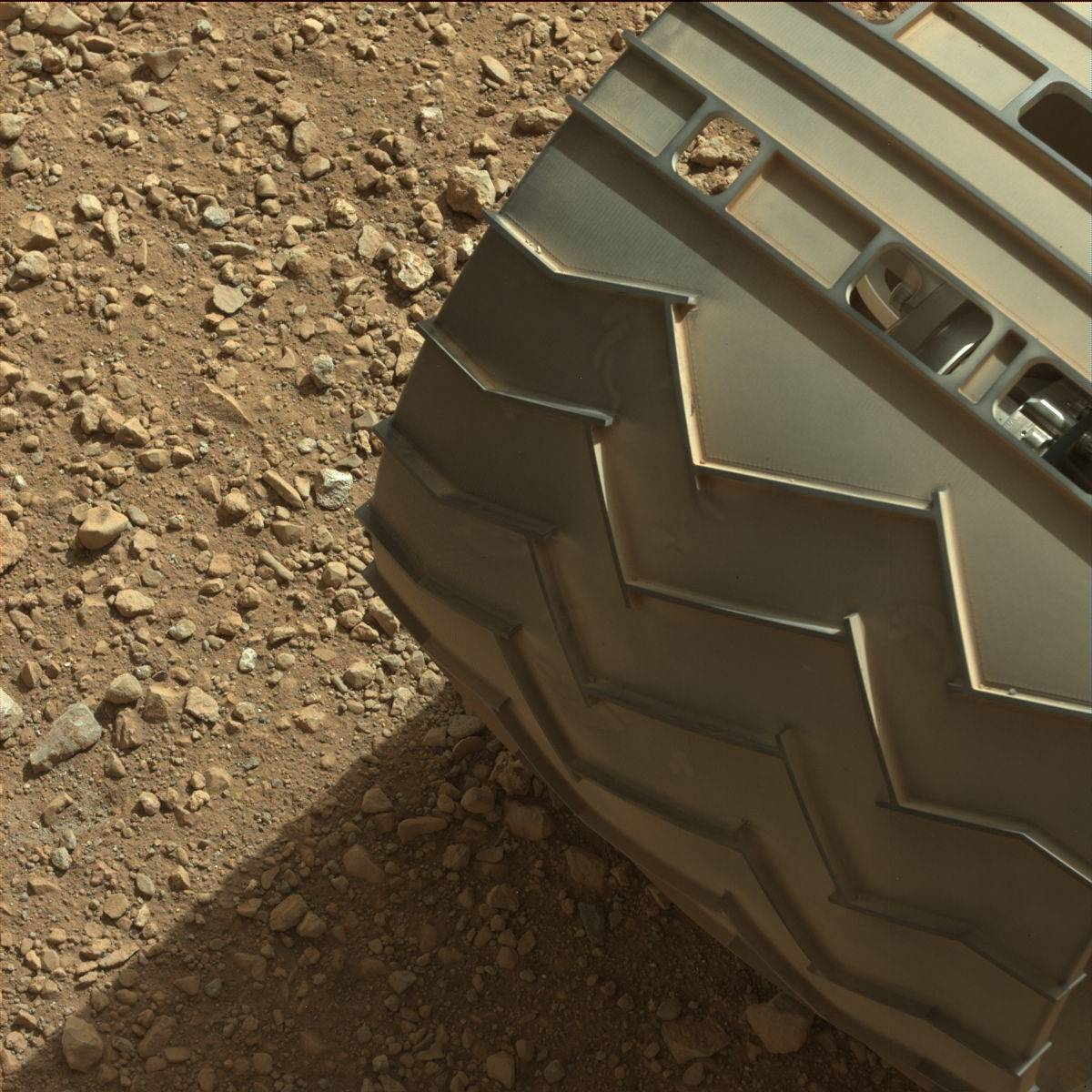
Bánh xe của robot Curiosity trên Sao Hỏa, 2012

Ngày 6 tháng 8 năm 2012, NASA đã đáp thành công robot tự hành Curiosity lên Sao Hỏa. Ngày 27 tháng 8 năm 2012, Curiosity đã truyền thông điệp được ghi sẵn từ bề mặt Sao Hỏa về Trái Đất, đọc bởi người đứng đầu NASA Charlie Bolden:
| “ | Xin chào. Đây là Charlie Bolden, người đứng đầu NASA, đang nói với bạn thông qua tín hiệu gửi từ Robot tự hành Curiosity, mà lúc này đang ở trên bề mặt Sao Hỏa. Từ buổi hồng hoang, tính tò mò của con người đã dẫn chúng ta không ngừng đi tìm kiếm sự sống mới...những khả năng nằm ngoài chân trời. Tôi muốn chúc mừng các thành viên của gia đình NASA cũng như các đối tác thương mại và chính phủ trên toàn thế giới, vì đã đưa chúng ta bước đến Sao Hỏa. Đây là một thành tựu phi thường. Đổ bộ một robot lên Sao Hỏa không hề dễ dàng – những nước khác đã từng thử – và chỉ có Hoa Kỳ mới thành công. Chúng ta thực hiện đầu tư...hiểu biết chúng ta thu được từ những phân tích và quan sát của chúng tại Hố va chạm Gale, sẽ cho chúng ta biết nhiều hơn về sự sống có thể từng xuất hiện trên Sao Hỏa cũng như lịch sử và tương lai của hành tinh chúng ta. Curiosity sẽ mang lại lợi ích cho Trái Đất và khích lệ một thế hệ mới các nhà khoa học và nhà thám hiểm, và sự chuẩn bị cho một sứ mệnh của con người trong một tương lai không xa. Xin cảm ơn. | ” |

## Nhân viên và lãnh đạo
Lãnh đạo của cơ quan, trưởng quản lý NASA (NASA's administrator), báo cáo trực tiếp lên Tổng thống Hoa Kỳ và là cố vấn cho Tổng thống trong lĩnh vực khoa học không gian. Vì là cơ quan độc lập, cho nên sự tồn tại hay ngừng hoạt động của một dự án có thể phụ thuộc trực tiếp vào quyết định của Tổng thống. Trụ sở của NASA đặt ở Washington, DC và đưa ra mọi quyết định và hướng dẫn của cơ quan. Ngoại trừ những trường hợp đặc biệt ngoại lệ, các nhân viên dân sự của NASA phải là công dân của Hoa Kỳ.
Trưởng quản lý đầu tiên của NASA là T. Keith Glennan, do Tổng thống Dwight D. Eisenhower bổ nhiệm. Trong nhiệm kỳ của mình, ông đã có công kết nối lại các dự án nghiên cứu phát triển không gian của Hoa Kỳ.
James E. Webb là trưởng quản lý thứ ba (giai đoạn 1961–1968), do Tổng thống John F. Kennedy bổ nhiệm. Để có thể triển khai chương trình Apollo nhằm đạt được mong muốn đổ bộ lên Mặt Trăng của Kennedy vào cuối thập niên 1960, Webb đã điều hành quản lý tái cấu trúc và mở rộng các cơ sở của NASA, thành lập Trung tâm không gian Houston (sau đổi tên thành Trung tâm không gian Johnson) và Trung tâm Hoạt động phóng Florida (sau đổi tên thành Trung tâm không gian Kennedy).
Năm 2009, Tổng thống Barack Obama bổ nhiệm Charles Bolden trở thành trưởng quản lý thứ 12 của NASA. Trưởng quản lý Bolden là một trong ba trưởng quản lý của NASA từng là nhà du hành vũ trụ, cùng với Richard H. Truly (phục vụ giai đoạn 1989–1992) và Frederick D. Gregory (tạm thời, 2005).

## Các trung tâm
Các cơ sở của NASA là những trung tâm nghiên cứu, xây dựng và thông tin liên lạc hỗ trợ cho các nhiệm vụ phóng. Một vài cơ sở từng phục vụ nhiều mục đích vì các lý do lịch sử và quản trị. NASA cũng quản lý một tuyến đường sắt ngắn ở Trung tâm không gian Kennedy và những máy bay đặc biệt, ví dụ hai máy bay Boeing 747 dùng để vận chuyển các tàu con thoi.

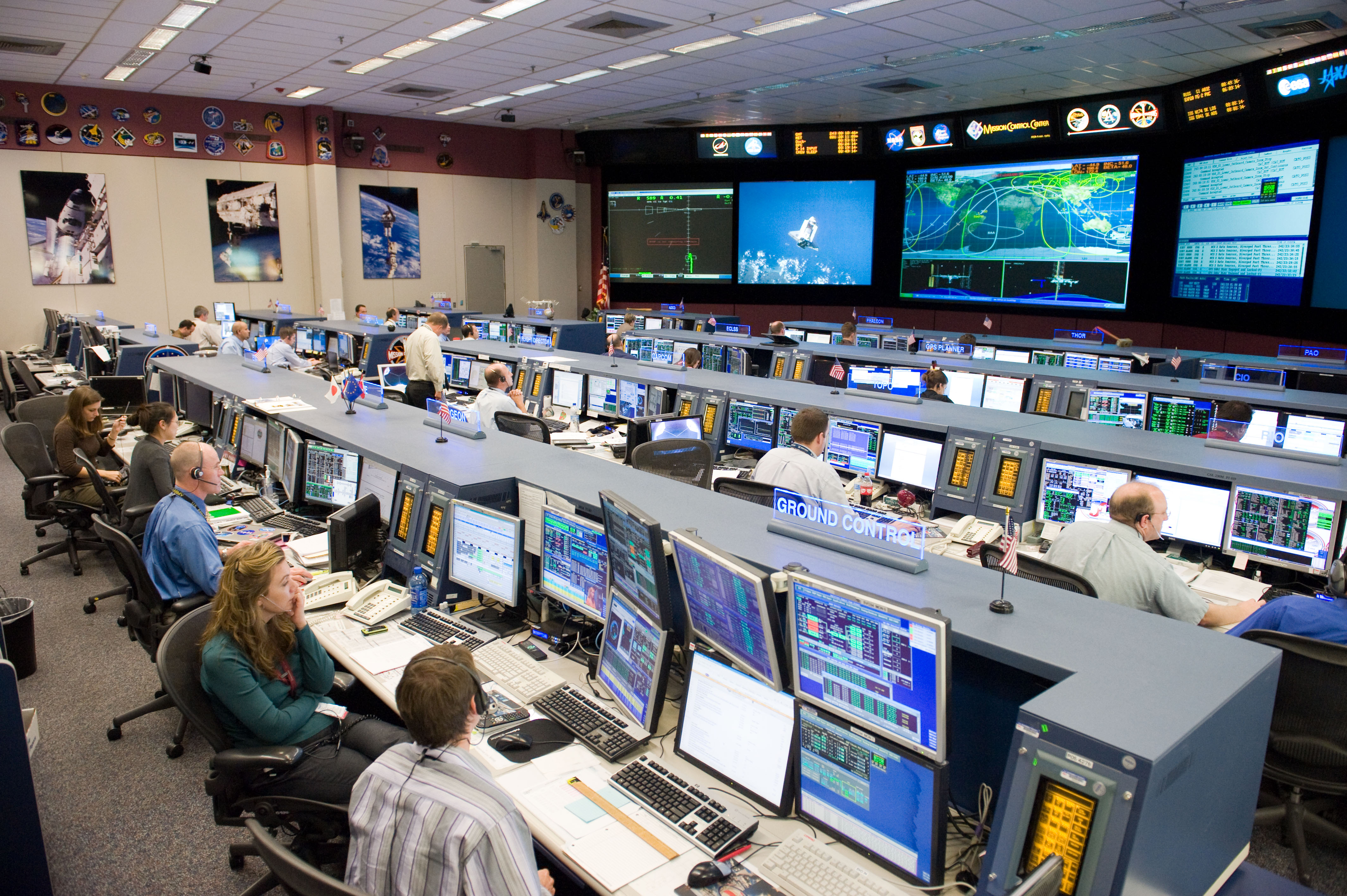
Trung tâm điều khiển FCR 1 năm 2009 trong quá trình giám sát phi vụ STS-128, JSC ở Houston

Trung tâm Không gian John F. Kennedy (KSC), là một trong những cơ sở nổi tiếng nhất của NASA. Nó là nơi phóng các chuyến bay có người lái của Hoa Kỳ kể từ 1968. Mặc dù các chuyến bay như thế hiện tại đang tạm dừng, trung tâm Kennedy vẫn quản lý và điều hành các chương trình không gian của Hoa Kỳ từ ba bệ phóng gần căn cứ không quân mũi Canaveral.
Trung tâm Không gian Lyndon B. Johnson (JSC) ở Houston là nơi đặt Trung tâm điều khiển Christopher C. Kraft Jr., nơi mọi sự kiểm soát chuyến bay được quản lý cho các phi vụ có người lái. JSC là trung tâm chỉ huy của NASA cho các hoạt động trên Trạm Vũ trụ Quốc tế và cũng là nơi tuyển chọn, đào tạo các phi hành gia tương lai cho Hoa Kỳ cũng như các phi vụ quốc tế.
Một cơ sở lớn khác là Trung tâm Bay Không gian Marshall ở Huntsville, Alabama mà tại đây tên lửa Saturn 5 và trạm Skylab đã được chế tạo. JPL phối hợp với ABMA, một trong những cơ quan đứng đằng sau Explorer 1, phát triển phi vụ bay không gian đầu tiên của Hoa Kỳ.
Mười trung tâm chính của NASA là:
- Trung tâm Không gian John F. Kennedy, Florida
- Trung tâm Nghiên cứu Ames, Moffett Field, California
- Trung tâm Nghiên cứu Bay Armstrong (trước đây là Trung tâm Nghiên cứu Bay Hugh L. Dryden), Edwards, California
- Trung tâm Bay Không gian Goddard, Greenbelt, Maryland
- Phòng thí nghiệm Sức đẩy phản lực, gần Pasadena, California
- Trung tâm Không gian Lyndon B. Johnson, Houston, Texas
- Trung tâm Nghiên cứu Langley, Hampton, Virginia
- Trung tâm Nghiên cứu John H. Glenn, Cleveland, Ohio
- Trung tâm Bay Không gian George C. Marshall, Huntsville, Alabama
- Trung tâm Không gian John C. Stennis, Bay St. Louis, Mississippi

Có nhiều cơ sở hoạt động khác cũng do NASA quản lý, bao gồm Cơ sở Bay Wallops ở đảo Wallops; Cơ sở lắp ráp Michoud ở New Orleans, Louisiana; Cơ sở Thí nghiệm White Sands ở Las Cruces, New Mexico; và các trạm tín hiệu vệ tinh Deep Space Network ở Barstow, California; Madrid, Tây Ban Nha; và Canberra, Australia.

## Ngân sách

Ngân sách của NASA từ 1958 đến 2012 tính bằng tỷ lệ phần trăm so với ngân sách liên bang.

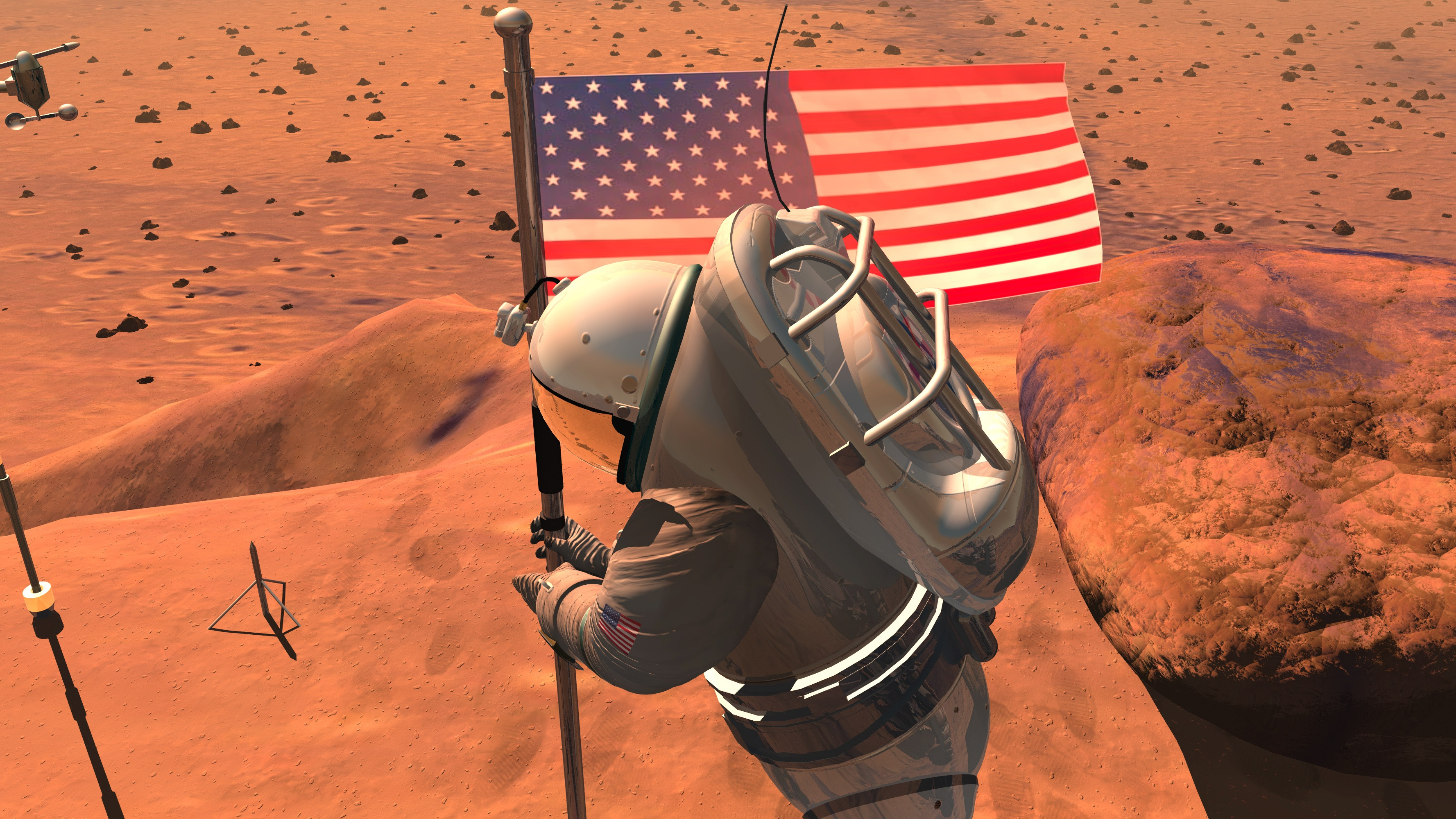
Hình minh họa của NASA, một nhà du hành đang cắm cờ Hoa Kỳ trên Sao Hỏa. Chuyến bay đưa người lên Sao Hỏa đã được nêu ra trong nhiệm vụ của NASA từ thập niên 1960.

Ngân sách của NASA theo thống kê chiếm xấp xỉ 1% ngân sách của liên bang từ đầu thập niên 1970, chỉ có một năm vượt lên gần 4,41% vào năm 1966 trong giai đoạn phát triển chương trình Apollo. Hiểu biết của công chúng về ngân sách của NASA rất khác so với thực tế; như một cuộc trưng cầu lấy ý kiến năm 1997 cho thấy phần lớn người Mỹ nghĩ rằng khoảng 20% ngân sách liên bang là dành cho NASA.
Tỷ lệ phần trăm so với ngân sách liên bang mà NASA được cấp đã giảm dần đều kể từ chương trình Apollo và vào năm 2012 tỷ lệ này xấp xỉ bằng 0,48% ngân sách của liên bang. Trong một cuộc gặp vào tháng 3 năm 2012 của Ủy ban Thượng viện Hoa Kỳ về Thương mại, Khoa học và Vận tải, Neil deGrasse Tyson chứng thực rằng "Bây giờ, ngân sách hàng năm của NASA bằng nửa giá trị của một đồng penny trên tiền thuế của người dân. Gấp hai lần số đó—một penny trên một đô la—chúng ta có thể biến đổi từ một đất nước ảm đạm, mất tinh thần, có nền kinh tế khó khăn trở thành một quốc gia đứng đầu của thế kỷ XX với một giấc mơ tươi sáng về ngày mai."
Trong năm tài khóa 2015, NASA nhận được xấp xỉ 18,01 tỷ USD từ Quốc hội—tăng 549 triệu $ từ dự toán ngân sách yêu cầu và nhiều hơn xấp xỉ 350 triệu $ so với ngân sách được duyệt cho NASA vào năm 2014.

## Tác động môi trường
Khí thải từ các hệ thống động cơ tên lửa, cả trong khí quyển Trái Đất lẫn ngoài không gian, có những ảnh hưởng bất lợi tới môi trường của Trái Đất. Một số nhiên liệu tên lửa được cháy tự phát (hypergolic rocket propellants), như hydrazine, là rất độc hại trước khi bốc cháy, nhưng phân hủy thành các hợp chất ít độc hại hơn sau khi cháy. Các tên lửa sử dụng nhiên liệu hydrocarbon, như kerosene, giải phóng cacbon dioxide và khói muội. Tuy nhiên, lượng khí thải cacbon dioxide từ các động cơ tên lửa là không đáng kể so với những nguồn thải khác; trung bình Hoa Kỳ đốt cháy 3,0382 x 109 lít nhiên liệu lỏng trong một ngày của năm 2014, trong khi một lần phóng tên lửa Falcon 9 với tầng đầu tiên đốt cháy khoảng 95.000 lít kerosene. Ngay cả nếu một tên lửa Falcon 9 được phóng mỗi ngày, nó sẽ chỉ chiếm 0,006% lượng nhiên liệu lỏng tiêu thụ (và tương ứng với một số lượng khí thải) trong ngày đó. Thêm vào đó, khí thải từ LOx- và LH2- nhiên liệu chất lỏng của các tên lửa, giống như SSME, hầu hết là hơi nước. NASA tuyên bố một trong những lý do hủy bỏ chương trình Constellation là từ những đánh giá tác động môi trường buộc phải tuân theo Đạo luật Chính sách Môi trường Quốc gia năm 2011. Ngược lại, động cơ ion sử dụng các khí trơ vô hại như xenon làm nhiên liệu đẩy.
Ngày 8 tháng 5 năm 2003, Cơ quan Bảo vệ Môi sinh Hoa Kỳ công nhận NASA như là cơ quan liên bang đầu tiên sử dụng khí bãi thải để tạo ra năng lượng sử dụng cho một cơ sở của nó—trung tâm Bay Không gian Goddard, Greenbelt, Maryland.
Một nỗ lực bảo vệ môi trường của NASA là tòa nhà Cơ sở Bền vững NASA ở trung tâm Ames. Thêm vào đó, tòa nhà Khám phá Khoa học đã được trao giải vàng LEED năm 2010.

## Một số phi vụ và mục tiêu
| Tàu không gian       | Năm phóng | Sao Thủy | Sao Kim | Sao Hỏa          | Sao Mộc | Sao Thổ | Sao Thiên Vương | Sao Hải Vương | Sao Diêm Vương |
| -------------------- | --------- | -------- | ------- | ---------------- | ------- | ------- | --------------- | ------------- | -------------- |
| Mariner 2            | 1962      |          | Flyby   |                  |         |         |                 |               |                |
| Mariner 4            | 1964      |          |         | Flyby            |         |         |                 |               |                |
| Mariner 5            | 1967      |          | Flyby   |                  |         |         |                 |               |                |
| Mariner 9            | 1971      |          |         | Orbiter          |         |         |                 |               |                |
| Pioneer 10           | 1972      |          |         |                  | Flyby   |         |                 |               |                |
| Pioneer 11           | 1973      |          |         |                  | Flyby   | Flyby   |                 |               |                |
| Mariner 10           | 1973      | Flyby    | Flyby   |                  |         |         |                 |               |                |
| Viking 1 & Viking 2  | 1975      |          |         | Orbiters Landers |         |         |                 |               |                |
| Voyager 1            | 1977      |          |         |                  | Flyby   | Flyby   |                 |               |                |
| Voyager 2            | 1977      |          |         |                  | Flyby   | Flyby   | Flyby           | Flyby         |                |
| Galileo              | 1989      |          | Flyby   |                  | Orbiter |         |                 |               |                |
| Magellan             | 1989      |          | Orbiter |                  |         |         |                 |               |                |
| Mars Global Surveyor | 1996      |          |         | Orbiter          |         |         |                 |               |                |
| Cassini              | 1997      |          | Flyby   |                  | Flyby   | Orbiter |                 |               |                |
| Mars Odyssey         | 2001      |          |         | Orbiter          |         |         |                 |               |                |
| Spirit & Opportunity | 2003      |          |         | Rovers           |         |         |                 |               |                |
| MESSENGER            | 2004      | Orbiter  | Flyby   |                  |         |         |                 |               |                |
| MRO                  | 2005      |          |         | Orbiter          |         |         |                 |               |                |
| New Horizons         | 2006      |          |         |                  | Flyby   |         |                 |               | Flyby          |
| Juno                 | 2011      |          |         |                  | Orbiter |         |                 |               |                |
| Curiosity (MSL)      | 2011      |          |         | Rover            |         |         |                 |               |                |
| MAVEN                | 2013      |          |         | Orbiter          |         |         |                 |               |                |
| Tàu không gian       | Năm phóng | Sao Thủy | Sao Kim | Sao Hỏa          | Sao Mộc | Sao Thổ | Sao Thiên Vương | Sao Hải Vương | Sao Diêm Vương |

## Thư viện ảnh
Các quan sát về Hệ Mặt Trời của phi thuyền NASA
- Ảnh chụp Mặt Trời từ sứ mệnh Solar Dynamics Observatory, 2010
- Hình ảnh Sao Thủy chụp bởi MESSENGER, 2008
- Hình ảnh Sao Kim chụp bởi Mariner 10, 1974
- Hình ảnh Trái Đất chụp bởi phi hành đoàn Apollo 17, 1972
- Hình ảnh Mặt Trăng chụp bởi phi hành đoàn Apollo 8, 1968
- Hình ảnh Sao Hỏa chụp bởi Viking 1, 1976
- Hình ảnh tiểu hành tinh 433 Eros chụp bởi NEAR Shoemaker, 2000
- Hình ảnh hành tinh lùn Ceres chụp bởi Dawn, 2015
- Hình ảnh Sao Mộc chụp bởi Juno, 2019
- Hình ảnh vệ tinh Io của Sao Mộc chụp bởi Galileo, 1999
- Hình ảnh Sao Thổ chụp bởi Cassini, 2016
- Hình ảnh vệ tinh Mimas của Sao Thổ chụp bởi Cassini, 2010
- Hình ảnh Sao Thiên Vương chụp bởi Voyager 2, 1986
- Hình ảnh vệ tinh Miranda của Sao Thiên Vương chụp bởi Voyager 2, 1986
- Hình ảnh Sao Hải Vương chụp bởi Voyager 2, 1989
- Hình ảnh hành tinh lùn Sao Diêm Vương chụp bởi New Horizons, 2015
- Hình ảnh vệ tinh Charon của Sao Diêm Vương chụp bởi New Horizons, 2015

Ảnh chụp từ chương trình Đài Quan sát Lớn của NASA
- Tinh vân Xoắn Ốc chụp bởi Kính viễn vọng không gian Spitzer, 2007
- Siêu tân tinh 1901 GK Persei chụp bởi Đài quan sát tia X Chandra, 2015
- Tinh vân Thuyền Để chụp bởi Kính viễn vọng không gian Hubble, 2010
- Stephan's Quintet chụp bởi Kính thiên văn Không gian James Webb, tháng 7 năm 2022

Tàu vũ trụ của NASA
- So sánh giữa các hệ thống Apollo, Gemini và Mercury
- Surveyor 3, Pete Conrad và Apollo 12 trên Mặt Trăng, 1969
- Tàu con thoi Endeavor trên quỹ đạo, 2008
- Kính viễn vọng không gian Hubble được thả ra quỹ đạo sau khi bảo dưỡng, 2009.
- Kính thiên văn Không gian James Webb đang trên quỹ đạo, 2022.
- Xe tự hành Opportunity trên bề mặt Sao Hỏa (kết xuất đồ họa), 2003
- Xe tự hành Curiosity chụp ảnh chân dung bản thân trên Sao Hỏa, 2021
- Xe tự hành Perseverance trong quá trình hạ cánh của skycrane trên Sao Hỏa, tháng 2 năm 2021
- Voyager 2, lúc này đang cách Trái Đất 19,5 tỷ kilômét, tháng 7 năm 2022
- Thử nghiệm tàu vũ trụ Orion và European Service Module, 2020

Các hệ thống phóng vũ trụ của NASA
- Phi vụ phóng của Saturn V và Apollo 11, tháng 7 năm 1969
- Tên lửa Titan III/Centaur phóng tàu vũ trụ Voyager 2, tháng 7 năm 1977
- Tên lửa Delta II phóng xe tự hành Spirit, tháng 6 năm 2003
- Tàu con thoi (STS-124) trong quá trình phóng, tháng 5 năm 2008
- Hệ thống tên lửa đẩy vũ trụ và Artemis 1 trong quá trình phóng, tháng 11 năm 2022

Ý tưởng và kế hoạch
- Ý tưởng vận chuyển hàng hóa bằng tàu kéo không gian (space tug) tới tàu con thoi hạt nhân, thập niên 1960
- Ý tưởng tàu kéo không gian, thập niên 1970
- Ý tưởng tàu thăm dò liên sao của NASA, 2022
- Thiết kế Mars Ice Dome của Langley để tạo một môi trường sống trên Sao Hỏa, thập niên 2010
- Trạm không gian Lunar Gateway, 2020
- Ý tưởng tiền đồn Mặt Trăng của NASA, 2006
- Ý tưởng tiền đồn nổi có phi hành đoàn trên Sao Kim, 2014
- Ý tưởng sứ mệnh sử dụng buồm mặt trời đi tới Alpha Centauri năm 2069

## Quay MV
NASA là nơi One Direction quay MV Drag me down cho album thứ 5 Made in the A.M. sau khi Zayn Malik rời nhóm